# ハロー!プロジェクト
ハロー!プロジェクト（Hello! Project）は、アップフロントプロモーション（旧アップフロントエージェンシー）をはじめとするアップフロントグループ系列の芸能事務所に所属する日本の女性アイドルグループ・女性タレントの総称、またはメンバーのファンクラブの名称。略称は「ハロプロ」（英語圏では"H!P"と略される）。2014年までは、主につんく♂が総合プロデュースを手掛けた。かつてテレビ東京で放送していたオーディション番組『ASAYAN』が発端となって創設された。
ハロー!プロジェクトの「作品・出演」「映像作品」「オーディション」「オフィシャルショップ」については、別記「子記事」のリンクを参照。

## 定義
ハロー!プロジェクトと「つんくファミリー」は同義ではなく、前者はメンバーが明確に定まっている。

### 所属事務所について
ハロー!プロジェクトのメンバーおよびユニットは「アップフロントグループ」系列の芸能事務所に所属している。現在は全てのメンバーがアップフロントプロモーション（旧アップフロントエージェンシー）に所属している。

### レーベルについて
CDやDVDなどのリリースの際、ハロー!プロジェクトでは「ゼティマ（zetima）」「ハチャマ（hachama）」「ピッコロタウン（PICCOLO TOWN）」「地中海レーベル」「ライスミュージック（Rice Music）」といったレーベルが使われる。結成当初は、プロダクション主体レーベルのゼティマのみだったが、その後ハチャマ、ピッコロタウンが設立された。さらに、グループの再編に伴い、2004年3月21日からアップフロントワークスという1つの会社が持つレーベルとなった。

### つんくファミリーについて
つんく♂は2014年10月までハロー!プロジェクトの総合プロデューサーであり、大部分のハロー!プロジェクトのアーティストや楽曲についての個別のプロデュースも行っていた。2014年10月までにハロー!プロジェクトに所属しながらつんく♂プロデュースではないアーティストとそのプロデューサーは次の通りである。
- 前田有紀：「五木ひろし」
- 三佳千夏：「真田カオル」（元東京JAP）
- 平家みちよ：デビュー当初は「はたけ」
- 後藤真希：2007年10月28日 ハロプロ 卒業
- ココナッツ娘。：デビュー当初は「まこと」（音楽プロデューサーはデビュー当初からつんく♂）
- カントリー娘。：北海道での半農半芸アイドル時代は「田中義剛」、活動拠点を北海道から東京に移動して以降のプロデューサーは「つんく♂」
- 飯田圭織：3rdアルバム以後「たいせー」
- 安倍なつみ：2ndアルバムまで「つんく♂」
- Buono!：アーティストプロデューサーとして、滝川洋、持田陽司という事務所幹部の名前がCDにクレジットされている。
- 真野恵里菜：個人としての総合プロデューサーはいない。サウンドプロデューサーは「たいせい」。

### ネーミングの特徴について
- ハロー!プロジェクトのメンバーは、過去には三佳千夏や北上アミなど芸名使用者もいたが、基本的に出生名で活動している。
- アルバム作品には、タイトルに何枚目であるかを示す数字が入れられている（詳細は各ユニット・メンバーのディスコグラフィーを参照のこと）。
- ハロー!プロジェクトに関係するグループ名、ユニット名、番組名などには「。」が付くものが多かった。例えば、「ココナッツ娘。」は当初名前に「。」は付いていなかったが、2000年のメンバー入れ替え時に表記が変更された。

## 現メンバー
ハロー!プロジェクトに在籍しているメンバーは、すべて各グループの一員として活動している。

### グループ
モーニング娘。
ハロープロジェクト第一号のグループ。1997年9月7日にテレビ東京のオーディション番組『ASAYAN』の『シャ乱Q女性ロックヴォーカリストオーディション』落選者の中から選抜された5名で結成が発表され、同年9月14日にグループ名が決定。同年11月3日にインディーズデビュー、翌1998年1月28日にメジャーデビューした。当初のメンバーは中澤裕子・石黒彩・飯田圭織・安倍なつみ・福田明日香の5名。メンバーの加入・卒業・脱退などを繰り返し、2025年7月9日現在、リーダーの野中美希と小田さくら・牧野真莉愛・羽賀朱音・横山玲奈・北川莉央・岡村ほまれ・山﨑愛生・櫻井梨央・井上春華・弓桁朱琴の計11名で活動している。なお、2014年1月1日以降、毎年「モーニング娘。」の後に西暦の下2桁（'○○）を付して「モーニング娘。'○○」と表記される（例：2025年なら「モーニング娘。'25」）。
アンジュルム（旧スマイレージ）
ハロプロエッグから選抜された4名により結成され、2009年6月7日にインディーズデビュー。2010年3月27日の『2010 ハロー!プロジェクト新人公演3月 〜横浜GOLD!〜』をもってハロプロエッグを卒業し、同年5月26日にメジャーデビューした。当初のメンバーは和田彩花・前田憂佳・福田花音・小川紗季の4名。2014年12月17日にグループ名を改称した。2011年以降、メンバーの脱退・加入・卒業があり、2025年8月16日現在、リーダーの伊勢鈴蘭と為永幸音・橋迫鈴・川名凜・松本わかな・平山遊季・下井谷幸穂・後藤花・長野桃羽の9名で活動している。
Juice=Juice
2013年2月3日に結成が発表され、同年2月25日にグループ名が決定。同年4月3日にインディーズデビュー、同年9月11日にメジャーデビューした。結成時は宮崎由加、金澤朋子、高木紗友希、大塚愛菜、宮本佳林、植村あかりの6名だったが、脱退・加入・卒業があり、2025年6月23日現在、リーダーの段原瑠々と井上玲音・工藤由愛・松永里愛・有澤一華・入江里咲・江端妃咲・石山咲良・遠藤彩加里・川嶋美楓・林仁愛の11名で活動している。
つばきファクトリー
2015年4月29日に結成とグループ名が発表された。同年9月6日にインディーズデビュー、2017年2月22日にメジャーデビューした。結成時は6名だったが、メンバーの加入・離脱・卒業があり、2025年8月16日現在、リーダーの谷本安美と小野瑞歩・小野田紗栞・秋山眞緒・河西結心・福田真琳・豫風瑠乃・石井泉羽・村田結生・土居楓奏・西村乙輝の11名で活動している。
BEYOOOOONDS
2018年10月19日、グループの結成が発表される。2019年8月7日にメジャーデビューした。「CHICA#TETSU」「雨ノ森 川海」「SeasoningS」の3つのユニットから構成されている。結成時は9名だったが、同年12月3日にオーディション合格者3名が加入し12名となる。その後メンバーの卒業があり、2025年6月10日現在、西田汐里・江口紗耶・高瀬くるみ・前田こころ・岡村美波・清野桃々姫・平井美葉・小林萌花・里吉うたのの9名で活動している。
OCHA NORMA
2021年12月12日、グループの結成とグループ名が発表される。2022年7月13日にメジャーデビューした。結成時は10名だったが、メンバーの卒業があり、2025年3月21日現在、リーダーの斉藤円香と広本瑠璃・米村姫良々・窪田七海・中山夏月姫・西﨑美空・北原もも・筒井澪心の8名で活動している。
ロージークロニクル
2024年6月16日、グループの結成とグループ名が発表される。2025年3月19日にメジャーデビューした。2024年7月11日現在、リーダーの橋田歩果と吉田姫杷・小野田華凜・村越彩菜・植村葉純・松原ユリヤ・島川波菜・上村麗菜・相馬優芽の9名で活動している。

### 研修生
正式メンバー以外にも「研修生」として活動しているメンバーがいる。また、モーニング娘。などの各種オーディション落選者が研修を経てデビューすることがある。なお、ハロー!プロジェクト・キッズも正式デビューまでは研修生同等の扱いだった。
ハロプロ研修生（旧ハロプロエッグ）
『アップフロント エッグオーディション』などのオーディションの合格者が所属している。かつてはフットサル研修生として別枠で採用された者もいた。また、ハロプロエッグ内のユニットとして「ともいき・木を植えたい」や「しゅごキャラエッグ!」が結成されている。
ハロプロ研修生北海道
2015年に行われた、ハロー!プロジェクトの北海道限定オーディションの合格者について、2016年に北海道内で活動する研修生として開始された。
2021年時点で在籍数が0名となった。

### リーダー・サブリーダー
ハロー!プロジェクトには、「リーダー」のポジションが存在する。また、過去には「サブリーダー」のポジションも存在した。
2023年11月30日現在、ハロー!プロジェクトのリーダーは公式には発表されていない。
リーダー
| 代 | 名前       | グループ       | 就任日         | 退任日         | 在任期間                   |
| -- | ---------- | -------------- | -------------- | -------------- | -------------------------- |
| 1  | 中澤裕子   | モーニング娘。 | 2001年4月16日  | 2009年3月31日  | 2906日 （7年11か月と15日） |
| 2  | 高橋愛     | モーニング娘。 | 2009年4月1日   | 2011年9月30日  | 912日 （2年5か月と29日）   |
| 3  | 新垣里沙   | モーニング娘。 | 2011年10月1日  | 2012年5月18日  | 230日 （7か月と17日）      |
| 4  | 道重さゆみ | モーニング娘。 | 2012年5月19日  | 2014年11月26日 | 921日 （2年6か月と7日）    |
| 5  | 矢島舞美   | ℃-ute          | 2014年11月27日 | 2017年1月1日   | 766日 （2年1か月と5日）    |
| 6  | 和田彩花   | アンジュルム   | 2017年1月2日   | 2019年6月18日  | 897日 （2年5か月と16日）   |
| 7  | 譜久村聖   | モーニング娘。 | 2019年6月19日  | 2023年11月29日 | 1624日 （4年5か月と10日)   |

サブリーダー
| 代 | 名前     | 就任日       | 退任日        | 在任期間                   |
| -- | -------- | ------------ | ------------- | -------------------------- |
| 1  | 保田圭   | 2003年5月6日 | 2009年3月31日 | 2156日 （5年10か月と25日） |
| 2  | 譜久村聖 | 2017年1月2日 | 2019年6月18日 | 897日 （2年5か月と16日）   |

### メンバーカラー
グループの各メンバーには、それぞれをイメージするカラーが与えられる。
2025年8月16日現在
| 色系統 | モーニング娘。'25                                       | アンジュルム                                  | Juice=Juice                                             | つばきファクトリー                                          | BEYOOOOONDS                                             | OCHA NORMA                                        | ロージークロニクル                            |
| ------ | ------------------------------------------------------- | --------------------------------------------- | ------------------------------------------------------- | ----------------------------------------------------------- | ------------------------------------------------------- | ------------------------------------------------- | --------------------------------------------- |
| 赤系統 | 弓桁朱琴（ピュアレッド）                                | 橋迫鈴（ピュアレッド）                        | 川嶋美楓（ピュアレッド）                                | 秋山眞緒（ライトレッド）                                    |                                                         | 米村姫良々（イタリアンレッド）                    | 吉田姫杷（ピュアレッド）                      |
| 橙系統 | 羽賀朱音（オレンジ）                                    | 伊勢鈴蘭（オレンジ）                          | 段原瑠々（オレンジ）                                    |                                                             | 清野桃々姫（オレンジ）                                  |                                                   | 植村葉純（オレンジ）                          |
| 黄系統 | 横山玲奈（ゴールドイエロー） 岡村ほまれ（デイジー）     | 長野桃羽（イエロー）                          | 江端妃咲（デイジー）                                    | 豫風瑠乃（マスタード） 西村乙輝（イエロー）                 | 江口紗耶（デイジー）                                    | 広本瑠璃（イエロー）                              | 上村麗菜（イエロー）                          |
| 緑系統 | 山﨑愛生（ブライトグリーン） 井上春華（ミントグリーン） | 川名凜（グリーン） 平山遊季（ライトグリーン） | 遠藤彩加里（ミントグリーン） 林仁愛（ブライトグリーン） | 小野瑞歩（エメラルドグリーン） 土居楓奏（ブライトグリーン） | 高瀬くるみ（ミントグリーン） 小林萌花（グリーン）       | 北原もも（ライトグリーン）                        | 島川波菜（ブライトグリーン）                  |
| 青系統 | 北川莉央（シーブルー）                                  | 後藤花（シーブルー）                          | 松永里愛（ロイヤルブルー） 有澤一華（ライトブルー）     | 福田真琳（ロイヤルブルー）                                  | 前田こころ（シーブルー） 里吉うたの（ミディアムブルー） | 斉藤円香（シーブルー） 筒井澪心（ロイヤルブルー） | 松原ユリヤ（ライトブルー） 相馬優芽（ブルー） |
| 紫系統 | 小田さくら（ラベンダー） 野中美希（パープル）           |                                               | 入江里咲（ライトパープル） 石山咲良（パープル）         | 谷本安美（ライトパープル） 河西結心（パープル）             | 平井美葉（パープル）                                    | 西﨑美空（パープル）                              | 村越彩菜（ライトパープル）                    |
| 桃系統 | 牧野真莉愛（ピンク）                                    | 為永幸音（ピンク） 下井谷幸穂（ホットピンク） | 工藤由愛（ピンク）                                      | 小野田紗栞（ピーチ） 村田結生（ライトピンク）               | 西田汐里（ホットピンク） 岡村美波（ピンク）             | 窪田七海（ピンク）                                | 小野田華凜（ピンク）                          |
| 白系統 | 櫻井梨央（ミルクティー）                                | 松本わかな（ホワイト）                        | 井上玲音（白）                                          | 石井泉羽（ホワイト）                                        |                                                         | 中山夏月姫（ホワイト）                            | 橋田歩果（ホワイト）                          |

#### ハロー!プロジェクトにおけるメンバーカラー
モーニング娘。主演の映画『ピンチランナー』において、衣装のジャージがそれぞれ色分けされたことで、ハロー!プロジェクトにメンバーカラーを取り入れるきっかけとなる。当初、メンバーカラーは衣装やマイクの色分けが主だったが、2005年のコンサートツアーからメンバーのTシャツやグッズ等にも使われている。メンバーによっては、メンバーカラーが変更されたり、グループを兼任する場合には別のカラーが与えられることもあるが、それぞれのメンバーカラーは現在も明確である。

## 元メンバー

### 解散・活動停止したグループ
太陽とシスコムーン→T&Cボンバー
1998年末、オーディション番組『ASAYAN』の『つんくプロデュース芸能人新ユニットオーディション』の合格者4名で結成され、1999年4月21日にデビューした。同年秋からの約半年間は小湊美和を除く3名で活動していた時期もあった。2000年4月からグループ名をT&Cボンバーに変更したが、同年10月9日に解散した。ソロとしてハロー!プロジェクトに残留したのは稲葉貴子のみで、ほかの3名は離脱した。その後、2008年12月10日のベストアルバム発売を機に当時上海在住のRuRu以外の3名での活動が行われ、以後、継続的に再結成して活動している（事務所には所属していない）。再結成後は改名前の太陽とシスコムーンを名乗っている。
シェキドル
2000年7月11日、『第4回モーニング娘。&平家みちよ妹分オーディション』の選抜メンバーで結成され、同年11月1日にインディーズデビューした。その後、メンバーの入れ替えを経て2001年12月にメジャーデビューしたが、翌2002年1月に解散した。
W
2004年1月3日に卒業が発表されたモーニング娘。の辻希美と加護亜依の2名により、卒業前に結成され、同年5月にCDデビューしている。しかし、加護の不祥事発覚による謹慎処分に伴い2006年2月に活動停止、契約解除により翌2007年3月をもって事実上解散した。その後、2019年3月30日の『Hello! Project 20th Anniversary!! プレミアム Hello! Project ひなフェス 2019』において、1公演限定で復活し、その年の『テレ東音楽祭』にも出演した。
ココナッツ娘。
1999年3月にハワイで開催された『パシフィック・ドリーム・ポップシンガー・コンテスト』にて、まことによる最終審査の合格者5名で結成された。同年7月に『ASAYAN』で紹介された後、同月23日にデビューした。2000年にメンバーの入れ替えが行われ、その後2001年から2004年まで脱退が相次ぎ、2008年4月30日までにメンバー全員が卒業し、事実上の解散となった。
美勇伝
2004年8月10日、当時モーニング娘。に在籍していた石川梨華を中心に、『ハロー!プロジェクト 新ユニットオーディション』で合格した三好絵梨香と『ハロプロ エッグ オーディション2004』で合格した岡田唯の3名で結成され、同年9月23日にデビューした。2008年6月29日のコンサートツアー最終日をもって活動を終了（解散）し、それぞれがソロ活動へ移行した。
その後、『チャンプル①〜ハッピーマリッジソングカバー集〜』の発売を機に「続・美勇伝」の結成が発表され、モーニング娘。の道重さゆみ、ジュンジュンおよびBerryz工房の菅谷梨沙子が選ばれている。
メロン記念日
1999年8月10日に結成。2010年5月3日活動終了。
アイスクリー娘。
ハロー!プロジェクト初の海外グループとして、台湾電視の主催で2008年5月〜9月に行われた『早安家族New Star』の合格者である趙國蓉（ヨウコ）・曾德萍（ペイペイ）・呉思璇（シェンシェン）・古筠（グーチャン）・鍾安琪（アンチー）・邱翠玲（レイレイ）の6名によって同年12月に結成された。同年11月に来日し、翌2009年1月の『Hello! Project 2009 Winter 決定! ハロ☆プロ アワード'09 〜エルダークラブ卒業記念スペシャル〜』に出演するなど、日本での活動経験もあったが、2010年11月に公式サイトのアーティスト一覧から削除された。
SI☆NA
2006年8月から活動していたハロプロ関西の研修生である須磨愛（ai）・岩嶋雅奈未（manami）・中山菜々（nana）・阿部麻美（asami）の4名で2008年4月12日の研修終了と同時に結成された。関西地区のショッピングセンターなどでイベントを展開したほか、定期的に『TANOSINA STAGE』を開催し、HAPPY! STYLEのメンバーとしても活動していた。2009年7月25日に中山菜々が卒業し、3名での活動となる。2010年7月のハロー!プロジェクトコンサートの神戸公演にも出演した。
2009年4月の公式サイト大幅リニューアルに伴い「ハロプロ関西」の名が復活し、アーティスト一覧に加わった。2011年3月1日に解散を発表し、同年4月17日に開催された『TANOSINA STAGE FINAL』をもって活動を終了した。
グループ自体がHAPPY! STYLEのメンバーとして活動していたため、ハロー!プロジェクト以外にもアニメソングなどを歌唱することもあった。
大小姐
ハロー!プロジェクト唯一の海外グループで、『早安家族New Star』で特別賞を受賞した呉兆絃（フランシス）と藍愛子（愛子）によって結成されたユニットで、2009年1月の『Hello! Project 2009 Winter 決定! ハロ☆プロ アワード'09 〜エルダークラブ卒業記念スペシャル〜』に出演するなどしていた。当初はフランシス&愛子というユニット名だったが、同年9月にユニット名を変更し、台湾で正式デビューした。同年4月の公式サイト大幅リニューアルに伴い、アーティスト一覧に掲載されたが、2012年5月に削除された。
Berryz工房
2002年3月〜6月に行われた『ハロー!プロジェクト・キッズ オーディション』の合格者の中から2004年1月14日に結成され、同年3月3日にデビューした。結成時は8名だったが、2005年10月2日に石村舞波が卒業した後は、キャプテンの清水佐紀と嗣永桃子・徳永千奈美・須藤茉麻・夏焼雅・熊井友理奈・菅谷梨沙子の7名で活動していた。2015年3月3日をもって無期限活動停止。
℃-ute
2002年3月〜6月に行われた『ハロー!プロジェクト・キッズ オーディション』の合格者の中から2005年6月11日にBerryz工房のメンバーを除く7名で結成された。2006年1月2日にハロプロエッグの有原栞菜が加入して8名となり、同年5月6日にインディーズデビュー、9月6日にDVDでメジャーデビューした。その後、村上愛と有原栞菜が脱退、2009年10月25日に梅田えりかが卒業した後は、リーダーの矢島舞美と中島早貴・鈴木愛理・岡井千聖・萩原舞の5名で活動していた。2017年6月12日に解散した。
カントリー娘。→カントリー・ガールズ
1999年4月27日に結成され、同年7月23日に「カントリー娘。」としてインディーズデビュー、2001年4月18日にメジャーデビューした。当初はプロデュース担当の田中義剛が経営する花畑牧場（北海道河西郡中札内村）で働きながら芸能活動をする「半農半芸」をコンセプトとしていたが、2003年に拠点を東京へ移した。メジャーデビューと前後して、モーニング娘。のメンバー（石川梨華・紺野あさ美・藤本美貴）のゲスト参加、オーディションによる加入、メンバーの卒業による入れ替わりがあった。2014年11月5日に新メンバーが加入し、同時にグループ名を改称した。その後、島村嬉唄が契約解除となり、稲場愛香・嗣永桃子・梁川奈々美が卒業した後は、山木梨沙・森戸知沙希・小関舞・船木結の4名で活動していた。また、里田まいがスーパーバイザーを務めていた。2019年12月26日をもって活動休止。
こぶしファクトリー
2015年1月2日に結成が発表され、同年2月25日にグループ名が決定。結成時は8名だったが、藤井梨央・田口夏実が契約解除となり、小川麗奈が卒業した後は、リーダーの広瀬彩海と野村みな美・浜浦彩乃・和田桜子・井上玲音の5名で活動していた。2020年3月30日に解散した。

### 卒業・脱退したメンバー
ハロー!プロジェクトでは、所属メンバーがハロー!プロジェクトから離脱することを通常は「卒業」と表現する。初期には「脱退」とする場合もあった。「卒業」「脱退」について不明確なメンバーについては、卒業セレモニーを行っていないメンバーを「脱退」とした。
ハロプロ研修生（旧ハロプロエッグ）を卒業・脱退したメンバーについては、「ハロプロ研修生#過去のメンバー」を参照

#### ワンダフルハーツ・エルダークラブ発足前
福田明日香（元モーニング娘。）
モーニング娘。結成時のメンバー。1999年4月18日、学業専念のため芸能界を一時引退。その後2010年頃より復帰。11年2月にasuka名義でPEACE$TONEにて本格的活動、再び芸能界に復帰している。
柳原尋美（元カントリー娘。）
1999年7月16日、デビュー直前に交通事故で急死（19歳没）。
小林梓（元カントリー娘。）
1999年8月23日、心労のため離脱した。
石黒彩（元モーニング娘。）
モーニング娘。結成時のメンバー。2000年1月7日、服飾関係の道へ進むため一時芸能界を引退した。その後結婚・出産・育児を経て芸能界に復帰している。
チェルシー・エイプリル（元ココナッツ娘。）
2000年1月30日、留学期間終了ととも卒業した。
市井紗耶香（元モーニング娘。）
モーニング娘。2期メンバー。2000年5月21日、シンガーソングライターになるために芸能界を一時引退。2001年に芸能界に復帰したが2003年に再度引退、そして2009年8月に再び芸能活動を再開した（所属事務所はアップフロント系ではない）。
信田美帆・本多RuRu・小湊美和（元太陽とシスコムーン→T&Cボンバー）
2000年10月のグループ解散とともに離脱した。
三佳千夏
1999年5月11日、『第1回モーニング娘。&平家みちよ妹分オーディション』でグランプリとなり、同年8月4日にデビューしたが、翌2000年10月に一時芸能界を引退し、2005年2月に谷ルミコという芸名で再デビューしている。
ダニエル（元ココナッツ娘。）
2001年5月27日、留学期間終了とともに卒業した。
大木衣吹（元シェキドル）
2001年8月31日に離脱した。
北上アミ・末永真己・荒井紗紀（元シェキドル）
2002年1月にグループごと解散・離脱した。
レフア（元ココナッツ娘。）
2002年2月17日、留学期間終了とともに卒業した。
りんね（元カントリー娘。）
2002年10月13日、舞台女優になるため卒業した。
平家みちよ
1997年9月7日、『ASAYAN』（テレビ東京）の『シャ乱Q女性ロックボーカリストオーディション』で優勝し、芸能界入りを果たしたが、2002年11月7日に卒業し、後にみちよという芸名で再デビューしている。
石井リカ
2001年11月、童謡シリーズ『ザ・童謡ポップス1 クリスマスと冬のうた集』に、2002年7月にはシャッフルユニットにそれぞれ参加したが、同年12月31日に卒業した。
ミカ（元ココナッツ娘。・元ミニモニ。）
2004年5月2日、音楽を学ぶことを目的としたロサンゼルスへの留学のため卒業した。
石村舞波（元Berryz工房）
2005年10月2日、学業に専念するため卒業、並びに芸能界を一旦引退。その後2014年にオスカープロモーションに所属し芸能界に復帰するも、2015年に同事務所を退所、再び芸能界を引退した。

#### ワンダフルハーツ・エルダークラブ発足後
村上愛（元℃-ute）
2006年10月31日、学業優先のため離脱した。
あさみ・みうな（元カントリー娘。）
2007年1月28日に卒業した。あさみは動物関係の仕事を希望、みうなは興味を抱いていた仕事にチャレンジするため、が理由だった。
加護亜依（元モーニング娘。・元W）
モーニング娘。4期メンバー。2004年8月1日にグループを卒業。2007年3月26日に契約が解除され、2008年5月に芸能界に復帰した（所属事務所はアップフロント系ではない）。
後藤真希（元モーニング娘。）
モーニング娘。3期メンバー。2002年9月23日にグループを卒業。卒業後もアップフロントエージェンシー（現：アップフロントプロモーション）に所属していたが、2007年10月28日ハロー!プロジェクトを卒業した。その後活動休止期間を経て、2008年6月1日に所属事務所をエイベックスに移籍。2011年7月、年内限りで無期限休業に入る旨を発表し、同年12月4日をもって芸能活動を休止したが、2014年6月から芸能活動を再開した。
アヤカ（元ココナッツ娘。）
2008年4月30日の卒業後、所属事務所をアップフロントエージェンシー（現：アップフロントプロモーション）からトライストーン・エンタテイメントに移籍し、長手絢香という芸名で活動している。

#### 2009年3月31日に卒業したメンバー
2008年10月19日に発表された、2009年3月31日のハロー!プロジェクト改編によって卒業したメンバー。現在は多くのメンバーが新たに別のファンクラブ（「M-line club」など）を設け、そちらに移動している。「ハロー!プロジェクトから卒業・脱退すること」がすなわち事務所の脱退・移籍や廃業を意味した従来とは「卒業」が大きく異なる位置付けとなった。それに伴い、ハロー!プロジェクト自体の位置付けも変わった。

##### ファンクラブを単独に移行したメンバー
- 松浦亜弥（新ファンクラブ『AYAWAY』を2009年4月に設立、2014年3月31日に運営終了）
2000年8月29日の『第4回モーニング娘。&平家みちよ妹分オーディション』に合格し、翌2001年4月11日にデビューした。2017年9月15日をもってアップフロントクリエイトとの専属契約を終了し、夫である橘慶太の個人事務所に移籍した[14]。
- メロン記念日（新ファンクラブ『メロン記念部』を2009年4月に設立、2010年6月に運営終了）
1999年8月10日に『第2回モーニング娘。&平家みちよ妹分オーディション』で合格した4名で結成され、2000年2月19日にデビューしたグループである。リーダーは、斉藤瞳と村田めぐみ（元リーダー）・大谷雅恵・柴田あゆみの4名。2010年2月19日にメロン記念日 10th ANNIVERSARY LIVE『生誕3654日感謝祭』にて、同年4月から行うツアーを最後に解散することを発表し、同年5月3日に開催されたメロン記念日FINAL STAGE『MELON'S NOT DEAD』をもって活動を終了した。
解散後、村田めぐみはアップフロントに残留しムラタメグミと改名し活動していたが、2011年3月31日に芸能界を卒業した。柴田あゆみは事務所を移籍して活動し、大谷雅恵も他の事務所で芸能活動を続けているが、斉藤瞳はメロン記念日の解散をもって芸能界から引退し、以後新潟のFMラジオ局・FM-NIIGATAでパーソナリティとして活動していた（ - 2013年3月28日）。
2025年1月1日、Xのアカウントを開設し、デビュー25周年を記念して期間限定再結成することを発表。大谷雅恵の考えを尊重し、今回は斉藤瞳・村田めぐみ・柴田あゆみの3人で活動する[15][16]。

##### M-line clubへファンクラブを移動させたメンバー
- 中澤裕子
モーニング娘。結成時のメンバーおよび初代リーダー。2001年4月15日にグループを卒業。その後はハロー!プロジェクトのリーダーだった（同年4月16日 - 2009年3月31日）。
- 飯田圭織
モーニング娘。結成時のメンバーおよび2代目リーダー。2005年1月30日にグループを卒業。2007年7月に結婚し、同年9月以降芸能活動を休業していたが、2009年1月10日のハロー!プロジェクト正月コンサート（エルダークラブ公演）から芸能活動を再開した。
- 安倍なつみ
モーニング娘。結成時のメンバー。2004年1月25日にグループを卒業。2016年3月をもってM-line clubから離れた[17]。2016年4月1日、「安倍なつみメールサークル」を開始[18]。
- 保田圭
モーニング娘。2期メンバー。2003年5月5日にグループを卒業し、その後はハロー!プロジェクトのサブリーダーだった（同月6日 - 2009年3月31日）。
- 矢口真里
モーニング娘。2期メンバーおよび3代目リーダー。2005年4月14日にグループを離脱し、ソロ活動を行う。
- 石川梨華
モーニング娘。4期メンバー。2005年5月7日にグループを卒業。2008年6月まで美勇伝としても活動していた。
- 吉澤ひとみ
モーニング娘。4期メンバーおよび4代目リーダー。2007年5月6日にグループを卒業。卒業後は10年以上にわたって芸能活動を続けていたが、2018年9月28日付をもって専属マネージメント契約解除と同時に芸能界を引退した[19]。
- 辻希美
モーニング娘。4期メンバー。2004年8月1日にグループを卒業。2007年4月下旬以降、出産・育児のため芸能活動を休業していたが、2009年1月31日のハロー!プロジェクト合同コンサートから芸能活動を再開。2010年11月下旬以降、再び出産・育児のため芸能活動を休業。2012年4月以降、芸能活動を再開している。
- 小川麻琴
モーニング娘。5期メンバー。2006年8月27日にグループを卒業。ハロー!プロジェクトに籍を残したまま芸能活動を一時休業して海外へ語学留学していたが、2008年春に帰国。同年6月7日にジェイピィールーム（アップフロントグループ）に移籍し、ハロー!プロジェクトでの活動を再開した。2015年3月31日に芸能活動の休止を発表[20][21]。所属事務所を離れたが、間を置かずに芸能活動を再開している。
- 藤本美貴
2002年にハロー!プロジェクト内でソロデビュー後、2003年にモーニング娘。6期メンバーとなった。その後5代目リーダーに就任した。2006年から松浦亜弥とともにGAMに所属していた。2007年6月1日にモーニング娘。を離脱。以降はジェイピィールーム（アップフロントグループ）に移籍してソロ活動を再開した。2016年3月をもってM-line clubから離れた[17]。

音楽ガッタス
2007年6月19日にフットサルチーム「Gatas Brilhantes H.P.」のメンバーの中から、吉澤ひとみ（キャプテン）・石川梨華・里田まい・紺野あさ美・是永美記・能登有沙・真野恵里菜・仙石みなみ・澤田由梨・武藤水華の10名での結成が発表され、同年7月15日にデビュー、9月12日にCDデビューした。2008年3月2日に真野が、同年4月30日に武藤が、2009年8月30日に澤田が卒業した。
- 里田まい
カントリー娘。メンバー。長期のソロユニット状態を経て、2014年11月5日にカントリー・ガールズのスーパーバイザーに就任。
- 紺野あさ美
モーニング娘。5期メンバー。大学進学のため2006年7月23日にモーニング娘。を卒業し、ハロー!プロジェクトからも1度卒業したが、翌2007年7月15日からGatas Brilhantes H.P.とそのチーム内ユニットである音楽ガッタスを中心にハロー!プロジェクトとしての芸能活動を再開した。2011年4月1日にテレビ東京にアナウンサーとして入社、2017年5月17日に退社後はフリーで活動中。
- 是永美記
2004年8月にハロプロエッグおよびGatas Brilhantes H.P.に加入し、2007年6月には音楽ガッタスにも加入した。2008年1月30日にハロプロエッグからの卒業が発表され、Gatas Brilhantes H.P.や音楽ガッタスを中心に活動していた。
- 能登有沙
2004年8月にハロプロエッグに加入、2007年6月にはGatas Brilhantes H.P.にも加入した。2009年9月23日にハロプロエッグからの卒業が発表された。その後はアップフロントエッグとして活動していたが、2011年秋にアップフロントスタイルの社長が設立したスタイルキューブに移籍し、HAPPY! STYLEを中心に活動。2019年、ソリッド・キューブに移籍。
- 仙石みなみ
2004年8月にハロプロエッグに加入、2007年6月にはGatas Brilhantes H.P.にも加入した。2010年12月21日にハロプロエッグの研修課程を修了し、アップアップガールズ（仮）として活動（2017年9月25日に卒業）。
- 澤田由梨
2004年8月にハロプロエッグに加入、2007年6月にはGatas Brilhantes H.P.にも加入した。2009年8月30日にハロプロエッグおよび音楽ガッタスを卒業した。

##### その他のメンバー
- 稲葉貴子
1999年4月25日にデビューした太陽とシスコムーン（後のT&Cボンバー）のメンバー。解散後はソロ活動をしたが、2009年10月30日にアップフロントエージェンシー（現アップフロントプロモーション）とのタレント契約が終了、アップフロントの関連会社でスタッフとして勤務した[22]。その後、転職して一般の会社で秘書を務めながら芸能事務所には所属せずに音楽ユニット・(s)pirit color、再結成した太陽とシスコムーン、限定復活したOPDなどで芸能活動を行っている[8]。
- 前田有紀
ハロー!プロジェクトでは唯一の演歌専門歌手である。五木ひろしのプロデュースによって2000年4月21日にデビューした。2012年6月に結婚と妊娠を発表し活動を休止し、同時にアップフロントエージェンシー（現アップフロントプロモーション）との契約が終了した。
- 三好絵梨香
2003年10月6日、『ハロー!プロジェクト 新ユニットオーディション』に合格し、2004年9月23日に美勇伝のメンバーとしてデビューした。2008年6月29日の美勇伝解散後はソロとして活動している。2012年2月に事務所の札幌支社に移籍し、活動拠点が北海道となったことで、フットサルチーム「サッポロチェルビーズ」へ加入した。
- 岡田唯
2004年8月、『ハロプロ エッグオーディション 2004』に合格し、同年9月23日に美勇伝のメンバーとしてデビューした。2008年6月29日の美勇伝解散後はハロー!プロジェクトでソロ活動をしていたが、2009年2月にハロー!プロジェクトを卒業し、アップフロント関西に事務所を移籍してジェイコムウエスト（J:COM）の帯番組『8時です!生放送!!』に火曜レギュラーとして出演するなど関西を中心に活動していたが、2010年6月30日、同社との契約終了に伴い芸能活動を休止した。

#### エルダークラブ卒業以降
有原栞菜（元℃-ute）
2009年2月28日以降外反母趾のため休養。療養に努めていたが、「普通の女の子に戻りたい」と引退の意向を示し、同年7月9日をもって脱退したことが2日後の11日に発表された。その後、2010年春よりBLUE ROSEに所属し、栞菜名義で芸能活動を再開。現在はフリーランスで活動している。
中山菜々（元SI☆NA）
2009年7月25日、学業に専念するため卒業したが、2010年9月よりNMB48のメンバーとなり、山田菜々名義で活動。その後、2015年4月にNMB48を卒業、2021年までShowtitle所属のタレントとして活動していた。ハロー!プロジェクトとAKB48グループの両方に在籍経験がある唯一のメンバーである。
梅田えりか（元℃-ute）
2009年10月25日、ファッションモデルを目指して勉強するため卒業した。2010年3月よりイリュームに所属し芸能活動を再開していたが、後にケイダッシュグループのアワーソングスクリエイティブに所属。2014年7月末をもってアワーソングスクリエイティブとの契約が終了。
シェンシェン・アンチー・ペイペイ・ヨウコ・レイレイ・グーチャン（アイスクリー娘。）
2010年11月に公式サイトのアーティスト一覧より削除され、ハロー!プロジェクトから離脱した。離脱後も台湾を拠点に活動している。
亀井絵里・ジュンジュン・リンリン（元モーニング娘。）
亀井はモーニング娘。6期メンバー、ジュンジュンとリンリンは同8期（留学生）メンバー。2010年8月8日の『Hello! Project 2010 SUMMER 〜ファンコラ!〜』中野公演最終日に、亀井は芸能界を引退し、持病の治療に専念するため、ジュンジュンとリンリンは中国での歌手活動を含むタレント活動を続けるための準備に入るため、モーニング娘。およびハロー!プロジェクトを卒業する旨の発表があり、同年12月15日の『モーニング娘。コンサートツアー2010秋 〜ライバル サバイバル〜』最終日・横浜アリーナ公演をもって卒業した。
須磨愛・岩嶋雅奈未・阿部麻美（元SI☆NA）
2011年4月17日のグループ解散とともに脱退した。脱退後、須磨愛と阿部麻美は2人での新しいスタイルで活躍することを目指すことを予定しており、一方で岩嶋雅奈未は同年9月からスタイルキューブに所属し、HAPPY! STYLEのメンバーとして活動を行っていたが、2018年1月現在、芸能活動を三人とも引退している。
小川紗季（元スマイレージ）
2011年8月27日に「有頂天LOVE」のCD購入者特典イベントをもって卒業し、同時に芸能界を引退した。
前田憂佳（元スマイレージ）
2011年12月31日、「大学進学のため、受験勉強に励みたい」という理由から卒業し、同時に芸能界を引退した。
フランシス・愛子（大小姐）
2012年5月に公式サイトのアーティスト一覧より削除され、ハロー!プロジェクトから離脱した。
徳永千奈美（元Berryz工房）
2015年3月3日のグループ無期限活動停止後はハロー!プロジェクト・アドバイザーに就任。 同年11月25日、英語研修のため留学。2021年2月28日をもって芸能界を引退した。
菅谷梨沙子（元Berryz工房）
2015年3月3日のグループ無期限活動停止に伴い芸能活動を休止、その後、主婦業に専念するため2023年3月31日をもってアップフロントクリエイトを退所、ならびに芸能界を引退した。
島村嬉唄（元カントリー・ガールズ）
2015年6月12日、所属事務所であるアップフロントプロモーションとの契約が解除されたと発表され、カントリー・ガールズを脱退、同時に芸能界を一時引退。その後、芸能界へ復帰し、現在はアイドルグループ・きゅるりんってしてみてのメンバーとして活動している。
福田花音（元アンジュルム）
2015年11月29日、日本武道館で行われたライブをもってアンジュルムおよびハロー!プロジェクトを卒業。以降は作詞家として活動。2019年12月末日をもってアップフロントプロモーションとの専属マネージメント契約を終了。2020年3月27日から2024年3月31日までアイドルグループ「ZOC」の巫 まろ（かんなぎ まろ）として活動した。2024年4月からはカンナギマロ名義で活動している。
田村芽実（元アンジュルム）
2016年5月30日、日本武道館で行われたライブをもって、アンジュルムおよびハロー!プロジェクトを卒業。以降はミュージカル女優・歌手として活動している。2017年5月1日からビーエムアイに所属している。
鈴木香音（元モーニング娘。）
2016年5月31日、「将来、介護福祉士になるため学業に専念したい」という理由から、日本武道館で行われたライブをもってモーニング娘。'16およびハロー!プロジェクトを卒業し、同時に芸能界を引退した。
萩原舞（元℃-ute）
2017年6月12日のグループ解散とともに、芸能界を引退後は、実姉とともにファッションブランドを起業。
嗣永桃子（元Berryz工房・元カントリー・ガールズ）
2017年6月30日、青海野外特設会場にて開催された『嗣永桃子ラストライブ ♡ありがとう おとももち♡』をもって、カントリー・ガールズおよびハロー!プロジェクトを卒業し、同時に芸能界を引退した。
藤井梨央（元こぶしファクトリー）
2017年7月6日、本来は9月2日に卒業予定だったが 、所属事務所であるアップフロントプロモーションとの契約が解除されたと発表され、こぶしファクトリーを脱退、同時に芸能界を引退した。
小川麗奈（元こぶしファクトリー）
2017年7月13日より不安神経症により活動休止していたが、復帰することなく9月6日に卒業。同時にハロー!プロジェクトも卒業、同時に芸能界を引退した。
田口夏実（元こぶしファクトリー）
2017年12月6日、本人の行動についてメンバーとしての自覚と責任を欠くものがあったとして、所属事務所であるアップフロントプロモーションとの契約が解除されたことが発表され、こぶしファクトリーを脱退、同時に芸能界を引退した。
相川茉穂（元アンジュルム）
2017年1月からパニック障害と診断され活動を休止していたが、同年12月31日にアンジュルムおよびハロー!プロジェクトを卒業することが発表され、同時に芸能界を一時引退。その後、2020年10月4日からN・F・Bに所属し、芸能活動を再開。
尾形春水（元モーニング娘。）
2018年6月20日、「短大進学になるため学業に専念したい」という理由から、日本武道館で行われたライブをもってモーニング娘。'18およびハロー!プロジェクトを卒業、ならびに芸能界を一時引退。その後、2019年8月8日よりYouTuber、また、YouTubeグループ・カオスピピスを経て、2023年9月3日まで音楽グループ・Youplusのメンバーとして活動していた。
光井愛佳（元モーニング娘。）
2012年5月4日にモーニング娘。を卒業する旨を発表し、『モーニング娘。コンサートツアー2012春 〜ウルトラスマート〜』最終日（5月18日）をもって卒業し、ソロに移行した。同年10月1日に所属事務所をジェイピィールーム（アップフロントグループ）に移籍した。2013年12月31日以降長らく芸能活動を休止していたが、「ニュージーランドでの留学期間に勉強した料理への道を歩みたい」という理由から2018年11月3日付をもってジェイピィールームを退社、同時に芸能界を引退した。
鞘師里保（元モーニング娘。）
モーニング娘。9期メンバー。2015年10月29日にモーニング娘。'15を卒業する旨を発表し、同年12月31日をもって卒業した。以降は活動を休止しつつも、ハロー!プロジェクトには引き続き在籍していたが、2018年11月30日をもってアップフロントプロモーションとの専属契約を終了した。その後フリーランスを経て、2020年9月3日からジャパン・ミュージックエンターテイメントに所属し、芸能活動を再開。
梁川奈々美（元カントリー・ガールズ・元Juice=Juice）
2019年3月11日、Zepp Tokyoで行われたライブをもって、カントリー・ガールズとJuice=Juiceの両グループ、およびハロー!プロジェクトを卒業し、同時に芸能界を引退した。
和田彩花（元アンジュルム）
2019年6月18日、日本武道館で行われたライブをもって、アンジュルムおよびハロー!プロジェクトを卒業した。同年8月1日、自身が満25歳の誕生日を迎えたのに伴い、YU-Mエンターテインメントに移籍してソロ活動を開始。アップフロントプロモーションおよびアップフロントグループと引き続き業務提携を実施していたが2024年7月31日をもって退所。現在はフリーランスとして活動している。
中西香菜（元アンジュルム）
2019年12月10日、豊洲PITで行われたライブをもって、アンジュルムおよびハロー!プロジェクトを卒業し、同時に芸能界を一時引退。2020年7月10日よりYouTuber、また、YouTubeグループ・カオスピピスを経て、2023年9月3日まで音楽グループ・Youplusのメンバーとして活動していた。現在は芸能活動と並行して、副業としてアクセサリーショップを経営している。
山木梨沙（元カントリー・ガールズ）
2019年12月26日、LINE CUBE SHIBUYAで行われたライブをもって、カントリー・ガールズおよびハロー!プロジェクトを卒業し、同時に芸能界を引退。芸能界引退後はソニーグループ（旧・ソニー〈初代法人〉）の社員として勤務している。
室田瑞希（元アンジュルム）
2020年3月22日、無観客で行われたライブをもって、アンジュルムおよびハロー!プロジェクトを卒業した。2020年12月末日をもってアップフロントプロモーションとの専属マネージメント契約を終了。2021年3月22日からシネマクトに所属し、芸能活動を再開。その後、パニック障害と診断されたことを発表、活動休止をしていた期間もあったが、2024年9月9日、miuzic Entertainmentとレーベル契約を締結し活動を再開。
広瀬彩海（元こぶしファクトリー）
2020年3月30日のグループ解散とともにアップフロントプロモーションの専属契約を終了。現在はフリーランスとして活動を行っている。
野村みな美（元こぶしファクトリー）
2020年3月30日のグループ解散とともに芸能活動を休止。2022年12月31日、アップフロントプロモーションとの専属マネージメント契約は既に終了していること（事実上の芸能界引退）、また同日付で問い合わせ業務も終了することが発表された。
浜浦彩乃（元こぶしファクトリー）
2020年3月30日のグループ解散とともにアップフロントプロモーションの専属契約を終了。2023年1月現在は株式会社CRAVEに所属。
和田桜子（元こぶしファクトリー）
2020年3月30日のグループ解散とともに、芸能界を引退した。
船木結（元アンジュルム・元カントリー・ガールズ）
2020年12月9日、日本武道館で行われたライブをもって、アンジュルムおよびハロー!プロジェクトを卒業し、アップフロントプロモーションとの専属契約を終了、事実上の芸能界引退となった。
高木紗友希（元Juice=Juice）
2021年2月12日、ハロー!プロジェクトのメンバーとして、自覚を欠いていると総合的に判断し、同日付でハロー!プロジェクト及びJuice=Juiceの活動を終了した。同年3月末日をもってアップフロントプロモーションとの専属マネージメント契約を終了。現在はさゆべえ名義で歌手活動を行っている。
笠原桃奈（元アンジュルム）
2021年11月15日、日本武道館で行われたライブをもって、アンジュルムおよびハロー!プロジェクトを卒業し、アップフロントプロモーションとの専属マネージメント契約を終了。2023年9月2日、オーディション番組『PRODUCE 101 JAPAN THE GIRLS』に参加していることが発表され、同番組のファイナルで最終順位1位を獲得、2023年12月16日より11人組ガールズグループ『ME:I』のメンバーとして活動している。
金澤朋子（元Juice=Juice）
2021年11月24日、横浜アリーナで行われたライブをもって、Juice=Juiceおよびハロー!プロジェクトを卒業した。2022年5月31日、所属事務所とのマネージメント契約を終了し、同時に芸能界を引退した。
太田遥香（元アンジュルム）
2020年2月28日、「ハロー!プロジェクトのルールに反する事案」を理由として当面の活動休止が発表されたのち、同年10月13日を以てアンジュルムとしての活動を終了。活動休止中もハロー!プロジェクトに在籍していたが、2022年3月31日をもってアップフロントプロモーションとの専属マネージメント契約を終了し、ハロー!プロジェクトを卒業、同時に芸能界を引退した。
加賀楓（元モーニング娘。）
2022年12月10日、日本武道館で行われたライブを以て、モーニング娘。'22およびハロー!プロジェクトを卒。その後ジェイピィールームへ所属したが2024年9月28日、梅田芸術劇場で行われる『ムーラン・ルージュ！ザ・ミュージカル』を最後にジェイピィールームを退社、ならびに芸能界を引退した。
岸本ゆめの（元つばきファクトリー）
2023年11月6日、日本武道館で行われたライブを以て、つばきファクトリーおよびハロー!プロジェクトを卒業した。2024年よりYU-M エンターテインメントに所属している。
一岡伶奈（元BEYOOOOONDS）
2024年3月1日、体調不良により、卒業ライブを実施しない形でそのままBEYOOOOONDS/CHICA#TETSUおよびハロー!プロジェクトを卒業した。同年4月1日、3月31日を以て所属事務所であるアップフロントプロモーションとの専属マネージメント契約を終了したことが発表された。同年9月5日、新アイドルグループ『Reve Pocket』のメンバーとして活動を再開することを発表したものの、2025年3月末を以て同グループを卒業したが、同年4月13日より芸能プロデューサーとして活動を再開した。
新沼希空（元つばきファクトリー）
2024年6月10日、日本武道館で行われたライブを以て、つばきファクトリーおよびハロー!プロジェクトを卒業し、同時に芸能界を引退した。同年10月20日、インフルエンサーとして活動再開することを自身のInstagramで発表。現在の所属事務所はリバティプロ株式会社。
山﨑夢羽（元BEYOOOOONDS）
2024年6月27日、豊洲PITで行われたライブを以て、BEYOOOOONDS/雨ノ森 川海およびハロー!プロジェクトを卒業。同年6月30日を以て所属事務所であるアップフロントプロモーションとの専属マネージメント契約を終了（報告は7月2日）。同年10月17日、オーディション番組『SEVEN COLORS〜girls life memory〜』に参加することが判明（半月板損傷により辞退）。
川村文乃（元アンジュルム）
2024年11月28日、日本武道館で行われたライブを以て、アンジュルムおよびハロー!プロジェクトを卒業し、同時に芸能界を引退した。
田代すみれ（元OCHA NORMA）
2025年3月11日、前年9月以降の活動休止の理由であった体調不良の症状は寛解しているものの、OCHA NORMAとしての活動をこれまでのように行えるかは不安も多いことを理由に、卒業ライブを実施しない形でそのままOCHA NORMAおよびハロー!プロジェクトを卒業し、アップフロントプロモーションを退社した（事実上の芸能界引退）。
石栗奏美（元OCHA NORMA）
2025年3月21日、前年12月以降の活動休止の理由であった体調は快方に向かっているものの、日によって好不調の波もあることを理由に、卒業ライブを実施しない形でそのままOCHA NORMAおよびハロー!プロジェクトを卒業し、アップフロントプロモーションを退社した（事実上の芸能界引退）。
八木栞（元つばきファクトリー）
2025年4月30日、日本武道館で行われたライブを以て、つばきファクトリーおよびハロー!プロジェクトを卒業。卒業後は主にミュージカル女優として活動予定。
島倉りか（元BEYOOOOONDS）
2025年6月9日、日本武道館で行われたライブを以て、BEYOOOOONDS/CHICA#TETSUおよびハロー!プロジェクトを卒業。
上國料萌衣（元アンジュルム）
2024年12月20日にアンジュルムおよびハロー!プロジェクトを卒業する旨を発表し、2025年6月18日に横浜アリーナで行われたライブを以て卒業した。
生田衣梨奈（元モーニング娘。）
2025年1月2日にモーニング娘。'25およびハロー!プロジェクトを卒業する旨を発表し、同年7月8日に日本武道館で行われたライブを以て卒業。

##### ファンクラブがM-line clubとなったメンバー（2010年以降）
- 久住小春
モーニング娘。7期メンバー。2009年12月6日のツアー最終日をもって卒業した。2016年11月30日をもって所属事務所であるジェイピィールームとの契約が終了[86]。その後、2017年4月7日にオスカープロモーションへ移籍したことが発表された[87]。
- 高橋愛
モーニング娘。5期メンバーおよび6代目リーダー。ハロー!プロジェクトの2代目リーダー。2011年9月30日の日本武道館公演をもってグループを卒業した。
- 新垣里沙
モーニング娘。5期メンバーおよび7代目リーダー。ハロー!プロジェクトの3代目リーダー。2012年5月18日の日本武道館公演をもってグループを卒業した。2020年8月1日をもって所属事務所であるジェイピィールームとの契約が終了[88]。以降、フリーランスで芸能活動を続けている。
- 真野恵里菜
2006年にハロプロエッグに加入。2007年6月にはGatas Brilhantes H.P.および音楽ガッタスにも加入した。2008年3月2日、『音楽ガッタスコンサートツアー』最終日（大阪厚生年金会館）にて、正式メンバーへの昇格ならびにソロデビューの準備のため音楽ガッタスを卒業する旨を発表し、同月29日、ハロプロエッグの研修を修了した。同年6月29日にインディーズデビュー、2009年3月18日にメジャーデビューした。2013年2月23日、「女優業に専念したい」という理由からハロー!プロジェクトを卒業した[89]。
- 田中れいな
モーニング娘。6期メンバー。2012年11月18日、オーディションで選んだメンバーでガールズバンド「LoVendoЯ」を結成し、2013年5月21日の日本武道館公演をもってモーニング娘。を卒業した[90][91]。以降、2019年7月末までLoVendoЯのリーダーとして活動し、後にソロ活動に移行。
- 道重さゆみ
モーニング娘。6期メンバーおよび8代目リーダー。ハロー!プロジェクトの4代目リーダー。2014年11月26日の横浜アリーナ公演をもってグループを卒業[92]。その後、2年4か月の活動休止を経て、2017年3月18日より正式に芸能活動を再開した。2025年1月19日、同年夏に開催予定のコンサートツアーをもって芸能活動を終了することを発表[93]。
- 清水佐紀
Berryz工房のメンバー（キャプテン）として活動後、ハロー!プロジェクト・アドバイザーに就任。2017年8月よりM-line clubに所属していた[94]。2021年11月23日、所属事務所とのマネージメント契約を終了し、同時に芸能界を引退した[95]。
- 須藤茉麻・熊井友理奈
2名ともBerryz工房のメンバー。2015年5月以降M-line clubに所属している[96]。
- 夏焼雅
Berryz工房のメンバー（副キャプテン）として活動後、2016年5月に結成したPINK CRES.（グループ名の公表は2016年8月、2021年6月30日解散）のリーダーとして活動し、その後ソロをメインとした活動に移行。
- 矢島舞美・鈴木愛理
2名とも元℃-uteのメンバー。2017年7月以降M-line clubに所属している[97]。
- 中島早貴
元℃-uteのメンバー。2017年7月以降M-line clubに所属し芸能活動をしていたが、海外留学及びその準備のため、2021年12月31日をもって芸能活動を一時休止[98]。
- 岡井千聖
元℃-uteのメンバー。2017年7月以降M-line clubに所属し芸能活動をしていたが、2019年4月より芸能活動を休止し、2020年4月30日をもって芸能界を引退[99]。
- 工藤遥
モーニング娘。10期メンバー。2017年12月11日、「演技することに専念したい」という理由から、日本武道館で行われたライブをもってモーニング娘。'17およびハロー!プロジェクトを卒業した。2025年3月31日、所属事務所であるジャストプロを退所[100]。
- 飯窪春菜
モーニング娘。10期メンバー。2018年8月17日にモーニング娘。'18およびハロー!プロジェクトを卒業する旨を発表し、同年12月16日に日本武道館で行われたライブをもって卒業した[101]。
- 宮崎由加
Juice=Juiceの初代リーダー。2018年12月21日公開のYouTube番組『ハロ!ステ』にてJuice=Juiceおよびハロー!プロジェクトを卒業する旨を発表し、2019年6月17日に日本武道館で行われたライブをもって卒業した[102]。
- 勝田里奈
アンジュルム2期メンバー。「（芸能活動と両立しながら）ファッション関係の仕事に従事したい」という理由から、2019年6月26日にアンジュルムおよびハロー!プロジェクトを卒業する旨を発表し、同年9月25日にパシフィコ横浜・国立大ホールで行われたライブをもって卒業した[103]。
- 小関舞
元カントリー・ガールズのメンバー。2019年12月26日、LINE CUBE SHIBUYAで行われたライブをもって、カントリー・ガールズおよびハロー!プロジェクトを卒業した[12]。2022年4月以降M-line clubに所属している[104]。
- 宮本佳林
元Juice=Juiceのメンバー。2020年2月10日公開のYouTube番組『ハロ!ステ』にてJuice=Juiceおよびハロー!プロジェクトを卒業する旨を発表し[105]、同年12月10日に日本武道館で行われたライブをもって卒業した[106]。
- 小片リサ
元つばきファクトリーのメンバー。2020年10月8日より活動休止したのち、同年12月28日をもってハロー!プロジェクト及びつばきファクトリーの活動を終了[107]。2021年6月1日より芸能活動を再開[108]。2024年9月30日、所属事務所であるジェイピィールームを退所[109]。
- 佐藤優樹
モーニング娘。10期メンバー。2021年9月24日にモーニング娘。'21およびハロー!プロジェクトを卒業する旨を発表し、同年12月13日に日本武道館で行われたライブをもって卒業した[110]。2022年4月以降M-line clubに所属している[111]。
- 稲場愛香
元Juice=Juice、元カントリー・ガールズのメンバー。2022年3月18日にJuice=Juiceおよびハロー!プロジェクトを卒業する旨を発表し、同年5月30日に日本武道館で行われたライブをもって卒業した[112]。同年10月以降M-line clubに所属している[113]。
- 森戸知沙希
元モーニング娘。、元カントリー・ガールズのメンバー。2022年2月28日にモーニング娘。'22およびハロー!プロジェクトを卒業する旨を発表し、同年6月20日に日本武道館で行われたライブをもって卒業した[114]。2024年6月以降M-line clubに所属している[115]。
- 浅倉樹々
元つばきファクトリーのメンバー。2022年9月7日につばきファクトリーおよびハロー!プロジェクトを卒業する旨を発表し、2023年4月2日に幕張メッセ 国際展示場 4ホールで行われたライブをもって卒業した[116]。同年6月以降M-line clubに所属している[117]。2025年3月31日、所属事務所であるジェイピィールームを退所し、芸能界を引退した[118]。
- 竹内朱莉
元アンジュルムのメンバー。2022年12月20日にアンジュルムおよびハロー!プロジェクトを卒業する旨を発表し、2023年6月21日に横浜アリーナで行われたライブをもって卒業した[119]。同年7月以降M-line clubに所属している[120]。
- 山岸理子
元つばきファクトリーのメンバー。2023年8月20日につばきファクトリーおよびハロー!プロジェクトを卒業する旨を発表し、同年11月6日に日本武道館で行われたライブをもって卒業した[68]。2024年1月以降M-line clubに所属している[121]。
- 譜久村聖
モーニング娘。9期メンバー。2022年12月27日にモーニング娘。およびハロー!プロジェクトを卒業する旨を発表し、翌年2023年11月29日に横浜アリーナで行われたライブをもって卒業した[122]。2024年9月以降M-line clubに所属している[123]。
- 植村あかり
元Juice=Juiceのメンバー。2024年6月14日、日本武道館で行われたライブを以て、Juice=Juiceおよびハロー!プロジェクトを卒業した[124]。2024年11月以降M-line clubに所属している[125]。
- 石田亜佑美
モーニング娘。10期メンバー。2024年5月26日にモーニング娘。'24およびハロー!プロジェクトを卒業する旨を発表し、同年12月6日に横浜アリーナで行われたライブをもって卒業した[126]。2024年12月以降M-line clubに所属している[127]。現在は主にテレビ番組のナレーターとして活動している。
- 佐々木莉佳子
元アンジュルムのメンバー。2023年12月21日にアンジュルムおよびハロー!プロジェクトを卒業する旨を発表し、2024年6月19日に横浜アリーナで行われたライブを以て卒業した[128]。2025年2月以降M-line clubに所属している[129]。

### 過去の研修生
ハロプロ関西
『ハロー!プロジェクトのメンバーオーディション#ハロプロ関西オーディション2005|ハロプロ関西オーディション2005』で合格した関西出身のメンバーが所属していたが、2008年4月12日に研修を終了し、「SI☆NA」としてデビューを目指すことが発表された。ハロプロ関西は2009年4月1日のエルダークラブ卒業と同時に公式サイトのカテゴリ名として復活し、同時にSI☆NAが正式にハロー!プロジェクトのメンバーになったが、2011年4月17日に解散した。なお、2010年5月にデビューした宮崎梨緒は、アップフロント関西の研修生であるが、イベントなどの告知などでは出演者に「ハロプロ関西」を併記することもある。
ハロプロ台湾
『早安家族New Star』の合格者が所属し、その8人によって「アイスクリー娘。」と「フランシス&愛子」（大小姐）を結成した。研修を終え正式にハロー!プロジェクトのメンバーとなった後、アイスクリー娘。と大小姐の全メンバーはハロー!プロジェクトから離脱している。
チャン・ダヨン
2009年5月〜6月に開催されたオーディション『対東京少女』で合格したメンバーである。同年6月にBerryz工房の初来韓コンサートで発表、9月のコンサートでお披露目が行われ、2011年正月のコンサートにはバックダンサーとして出演した。

### 留学生
シンミン
留学期間：2006年7月16日 - 8月31日
『お台場冒険王'06』のガッタス&MIXガッタスに期間限定で参加していた。

## メンバー構成推移
1998年
- 1月26日、平家みちよ・モーニング娘。合同ファンクラブ「Hello!」を開設（平家みちよ・中澤裕子・石黒彩・飯田圭織・安倍なつみ・福田明日香）
- （1月28日、モーニング娘。がメジャーデビュー）
- 5月3日、保田圭・矢口真里・市井紗耶香がモーニング娘。に加入
- 8月5日、中澤裕子がソロデビュー

1999年
- 4月18日、福田明日香が卒業
- 4月21日、太陽とシスコムーン（信田美帆・稲葉貴子・本多RuRu・小湊美和）がデビュー
- 7月23日、ココナッツ娘（アヤカ・チェルシー・エイプリル・ダニエル・ミカ）がデビュー、カントリー娘。（小林梓・柳原尋美〈7月16日に急死〉・戸田鈴音〈りんね〉）がインディーズデビュー
- 8月4日、三佳千夏がソロデビュー
- 8月22日、後藤真希がモーニング娘。に加入
- 8月23日、小林梓が離脱

2000年
- 1月7日、石黒彩が卒業
- 1月30日、チェルシー・エイプリルが卒業し、レフアがココナッツ娘に加入。
- 2月19日、メロン記念日（村田めぐみ・斉藤瞳・大谷雅恵・柴田あゆみ）がデビュー
- （3月、太陽とシスコムーンがT&Cボンバーへ改称）
- 4月16日、石川梨華・吉澤ひとみ・辻希美・加護亜依がモーニング娘。に加入
- 4月21日、前田有紀がデビュー
- （5月、ココナッツ娘がココナッツ娘。へ改称）
- 5月21日、市井紗耶香が卒業
- 5月30日、あさみがカントリー娘。に加入
- 10月9日、T&Cボンバー解散のため信田美帆・本多RuRu・小湊美和が離脱
- 10月31日、三佳千夏が離脱
- 11月1日、シェキドル（北上アミ・大木衣吹）がインディーズデビュー

2001年
- 3月、末永真己がシェキドルに加入
- 3月28日、後藤真希がソロデビュー
- 4月11日、松浦亜弥がソロデビュー
- （4月15日、中澤裕子がモーニング娘。を卒業）
- （4月18日、カントリー娘。が、カントリー娘。に石川梨華〈モーニング娘。〉としてメジャーデビュー）
- 5月27日、ダニエルが卒業
- 8月、大木衣吹が離脱、荒井紗紀がシェキドルに加入
- 8月26日、高橋愛・紺野あさ美・小川麻琴・新垣里沙がモーニング娘。に加入
- 12月5日、シェキドルがメジャーデビュー、同時に北上アミ・末永真己・荒井紗紀が離脱

2002年
- 1月、里田まいがカントリー娘。に加入、石井リカが加入
- 2月17日、レフアが卒業
- 3月13日、藤本美貴がソロデビュー
- 6月30日、梅田えりか・清水佐紀・矢島舞美・嗣永桃子・徳永千奈美・村上愛・須藤茉麻・夏焼雅・石村舞波・熊井友理奈・中島早貴・菅谷梨沙子・鈴木愛理・岡井千聖・萩原舞がハロー!プロジェクト・キッズ オーディションに合格
- （7月31日、ハロプロ再編を発表）
- （9月23日、後藤真希がモーニング娘。を卒業）
- 10月13日、りんねが卒業
- 11月7日、平家みちよが卒業
- （11月27日、須藤茉麻・菅谷梨沙子・鈴木愛理・萩原舞が「ミニモニ。と高橋愛+4KIDS」に参加してCDデビュー）
- 12月31日、石井リカが卒業

2003年
- （1月7日、藤本美貴がモーニング娘。に加入）
- 1月19日、亀井絵里・道重さゆみ・田中れいながモーニング娘。に加入
- 4月27日、みうながカントリー娘。に加入
- （5月5日、保田圭がモーニング娘。を卒業）
- （8月6日、梅田えりか・清水佐紀・矢島舞美・嗣永桃子・村上愛がZYXとして矢口真里とともにCDデビュー）
- 8月13日、安倍なつみがソロデビュー
- （10月、三好絵梨香がハロープロジェクト新ユニットオーディションに合格）
- （10月29日、田中れいな・夏焼雅・鈴木愛理があぁ!としてCDデビュー）

2004年
- （1月25日、安倍なつみがモーニング娘。を卒業）
- （3月3日、徳永千奈美・石村舞波・熊井友理奈がBerryz工房として清水佐紀・嗣永桃子・須藤茉麻・夏焼雅・菅谷梨沙子とともにCDデビュー）
- 5月2日、ミカが卒業
- 5月19日、W（辻希美・加護亜依）がメジャーデビュー
- （8月1日、辻希美・加護亜依がモーニング娘。を卒業）
- 9月23日、美勇伝（石川梨華・三好絵梨香・岡田唯）がデビュー
- （12月1日、中島早貴・岡井千聖がH.P.オールスターズに参加し、キッズの全員がCDデビュー。安倍なつみがすべての芸能活動を自粛）

2005年
- （1月30日、飯田圭織がモーニング娘。を卒業）
- （2月7日、安倍なつみが復帰）
- （4月14日、矢口真里がモーニング娘。を脱退）
- 5月1日、久住小春がモーニング娘。に加入
- （5月7日、石川梨華がモーニング娘。を卒業）
- （6月11日、ハロー!プロジェクト・キッズでBerryz工房無所属のメンバー7名によるグループを℃-uteと命名）
- 10月2日、石村舞波が卒業
- （10月、ともいき・木を植えたいが活動開始）

2006年
- 1月2日、有原栞菜が℃-uteに加入
- （2月10日、加護亜依が不祥事発覚により芸能活動自粛）
- （5月6日、℃-uteがインディーズデビュー）
- （7月16日、韓国からの留学生シンミンを受け入れ）
- 7月23日、紺野あさ美が卒業
- （8月、ハロプロ関西レッスン生5名〈うちハロプロエッグ1名〉が活動開始）
- （8月27日、小川麻琴がモーニング娘。を卒業、芸能活動休止）
- （8月31日、シンミンの留学期間が終了）
- （9月6日、℃-uteがミュージックDVDでメジャーデビュー）
- （10月22日、ハロプロエッグの6名〈諸塚香奈実・橋本愛奈・秋山ゆりか・大瀬楓・岡田ロビン翔子・後藤夕貴〉がTHE ポッシボーとしてインディーズデビュー）
- 10月31日、村上愛が脱退
- 12月10日、光井愛佳がモーニング娘。に加入

2007年
- 1月28日、あさみ・みうなが卒業
- 3月15日、ジュンジュン・リンリンがモーニング娘。に加入
- 3月26日、加護亜依が契約解除
- （5月6日、吉澤ひとみがモーニング娘。を卒業）
- （5月11日、辻希美が出産のため芸能活動を休業）
- （6月1日、藤本美貴がモーニング娘。を脱退）
- 7月15日、紺野あさ美が復帰
- （8月31日、『Gatas Brilhantes H.P.新メンバーオーディション』の合格者4名〈藤咲由美・永井沙紀・菅原佳奈枝・深谷愛〉がお披露目）
- （9月2日、飯田圭織が出産のため芸能活動を休業）
- 9月12日、ハロプロエッグの是永美記・能登有沙・真野恵里菜・仙石みなみ・澤田由梨・武藤水華を含む10名が音楽ガッタスとしてデビュー
- （10月15日、THE ポッシボーがハロプロエッグを卒業）
- 10月28日、後藤真希が卒業

2008年
- （1月30日、是永美記がハロプロエッグから昇格）
- （3月2日、真野恵里菜がハロプロエッグから昇格）
- （4月12日、ハロプロ関西の4名〈須磨愛・岩嶋雅奈未・中山菜々・阿部麻美〉が研修を終了し、SI☆NAとしてデビューを目指し活動することを発表）
- 4月30日、ハロプロエッグの吉川友・北原沙弥香を含む3名がMilkyWayとしてデビュー、アヤカ・武藤水華が卒業
- （6月7日、小川麻琴が復帰）
- 6月11日、ハロプロエッグの前田憂佳がHigh-Kingとしてデビュー
- （6月29日、美勇伝が解散、真野恵里菜がインディーズデビュー）
- （9月20日、『早安家族New Star』合格者6名と特別賞2名がハロプロ台湾のメンバーとして加入）
- 12月10日、ハロプロエッグの和田彩花・福田花音・佐保明梨を含む4人がしゅごキャラエッグ!としてデビュー
- 12月26日、『早安家族New Star』の合格者6名がアイスクリー娘。（シェンシェン・アンチー・ペイペイ・ヨウコ・レイレイ・グーチャン）として正式デビュー、その後特別賞2名もフランシス&愛子（フランシス・愛子）としてデビュー

2009年
- （1月10日、飯田圭織が復帰）
- （1月31日、辻希美が芸能活動再開）
- （2月26日、有原栞菜が外反母趾悪化のため休業）
- （3月18日、真野恵里菜がメジャーデビュー）
- 3月31日、エルダークラブ所属メンバー（中澤裕子・飯田圭織・安倍なつみ・保田圭・矢口真里・石川梨華・吉澤ひとみ・辻希美・紺野あさ美・小川麻琴・藤本美貴・稲葉貴子・里田まい・メロン記念日・前田有紀・松浦亜弥・三好絵梨香・岡田唯・音楽ガッタス）が卒業
- 4月1日、SI☆NAの4名が公式サイトの全面リニューアルに伴いハロプロ関西として掲載される
- 4月4日、ハロプロエッグの和田彩花・前田憂佳・福田花音・小川紗季の4名でS/mileageが結成
- （6月7日、S/mileageがインディーズデビュー）
- 6月22日、『対東京少女』合格者1名が加入
- （6月、チャンプルユニットが活動開始）
- 7月9日、有原栞菜が離脱
- 7月25日、中山菜々が卒業
- 8月26日、ハロプロエッグの譜久村聖・前田彩里がしゅごキャラエッグ!に加入
- （9月15日、フランシス&愛子がユニット名「大小姐」として正式デビュー）
- （同、和田彩花・前田憂佳・福田花音がしゅごキャラエッグ!を卒業）
- 10月25日、梅田えりかが卒業
- 11月24日、小川紗季を含むS/mileageの4名が公式サイトのリニューアルに伴い掲載される
- 11月26日、しゅごキャラエッグ! アミュレットダイヤオーディションで田辺奈菜美が優勝、同時にしゅごキャラエッグ!に加入
- 12月6日、久住小春が卒業
- （12月、公式サイトのアーティスト名表記「S/mileage」を片仮名「スマイレージ」に変更）

2010年
- （3月27日、スマイレージがハロプロエッグから昇格）
- （5月26日、スマイレージがメジャーデビュー）
- 11月、アイスクリー娘。が離脱
- 12月15日、亀井絵里・ジュンジュン・リンリンが卒業

2011年
- 1月2日、譜久村聖・生田衣梨奈・鞘師里保・鈴木香音がモーニング娘。に加入
- （1月7日、譜久村聖がハロプロエッグから昇格）
- 4月17日、SI☆NA解散のため須磨愛・岩嶋雅奈未・阿部麻美が脱退
- 8月14日、中西香菜・小数賀芙由香・竹内朱莉・勝田里奈・田村芽実がスマイレージのサブメンバーとして加入、竹内朱莉・勝田里奈がハロプロエッグから昇格
- 8月27日、小川紗季が卒業
- （9月9日、小数賀芙由香がスマイレージより離脱）[132]
- 9月29日、飯窪春菜・石田亜佑美・佐藤優樹・工藤遥がモーニング娘。に加入、工藤遥がハロプロエッグから昇格
- 9月30日、高橋愛が卒業
- （10月16日、小数賀を除くスマイレージサブメンバーが正式メンバーに昇格）
- 12月31日、前田憂佳が卒業
- （年末、ハロプロエッグがハロプロ研修生へ改称）

2012年
- 5月18日、新垣里沙が卒業
- （同、光井愛佳がモーニング娘。を卒業）
- 5月、大小姐が離脱
- 9月14日、小田さくらがハロプロ研修生からモーニング娘。に昇格

2013年
- 2月3日、ハロプロ研修生の5名（宮本佳林・高木紗友希・大塚愛菜・植村あかり・金澤朋子）と宮崎由加による新グループが結成（同年2月25日、グループ名がJuice=Juiceに決定）
- 2月23日、真野恵里菜が卒業[89]
- （4月3日、Juice=Juiceがインディーズデビュー）
- 5月21日、田中れいなが卒業[90]
- 7月5日、大塚愛菜がJuice=Juiceおよびハロプロ研修生を脱退
- （9月11日、Juice=Juiceがメジャーデビュー）
- （12月31日、光井愛佳が留学のため休業）

2014年
- 9月30日、尾形春水・野中美希・牧野真莉愛・羽賀朱音がモーニング娘。に加入、牧野真莉愛・羽賀朱音がハロプロ研修生から昇格
- 10月4日、室田瑞希・佐々木莉佳子・相川茉穂がハロプロ研修生からスマイレージに昇格
- 11月5日、嗣永桃子・山木梨沙・稲場愛香・森戸知沙希・島村嬉唄・小関舞がカントリー娘。に加入、稲場愛香・山木梨沙がハロプロ研修生から昇格、カントリー娘。がカントリー・ガールズへ改称
- （同、里田まいがカントリー・ガールズのスーパーバイザーに就任）
- 11月26日、道重さゆみが卒業
- （12月17日、スマイレージがアンジュルムへ改称）

2015年
- 1月2日、ハロプロ研修生から浜浦彩乃・田口夏実・小川麗奈・野村みな美・和田桜子・藤井梨央・広瀬彩海・井上玲音の8名による新グループを結成（2月25日に、こぶしファクトリーとなった）
- 3月3日、Berryz工房の無期限活動停止により清水佐紀・徳永千奈美・須藤茉麻・夏焼雅・熊井友理奈・菅谷梨沙子が卒業[133]（嗣永桃子はカントリー・ガールズとして継続）
- 4月29日、ハロプロ研修生から山岸理子・岸本ゆめの・新沼希空・浅倉樹々・小片リサ・谷本安美の6名による新グループつばきファクトリーが結成[134]
- 6月12日、島村嬉唄が契約解除[29]
- （9月2日、こぶしファクトリーがメジャーデビュー）
- （9月6日、つばきファクトリーがインディーズデビュー）
- 11月5日、船木結・梁川奈々美がハロプロ研修生からカントリー・ガールズに昇格[135]
- 11月11日、上國料萌衣がアンジュルムに加入
- 11月29日、福田花音が卒業
- （12月31日、鞘師里保がモーニング娘。を卒業）

2016年
- 5月30日、田村芽実が卒業[32]
- 5月31日、鈴木香音が卒業[33]
- 7月16日、笠原桃奈がハロプロ研修生からアンジュルムに昇格[136]
- （8月4日、稲場愛香がカントリー・ガールズを卒業。喘息の療養のため4月から活動休止中で、治療の経過を見ながら稲場愛香としての活動の可能性を探っていくと発表[137]）
- 8月13日、小野田紗栞・小野瑞歩・秋山眞緒がハロプロ研修生からつばきファクトリーに昇格[138]
- 12月12日、加賀楓・横山玲奈がハロプロ研修生からモーニング娘。に昇格[139]

2017年
- （2月22日、つばきファクトリーがメジャーデビュー）
- 5月5日、ハロプロ研修生から一岡伶奈・高瀬くるみ・清野桃々姫による新グループ（後のBEYOOOOONDS）の活動を発表
- 6月12日、℃-ute解散により矢島舞美・中島早貴・鈴木愛理・岡井千聖・萩原舞が卒業
- 6月26日、ハロプロ研修生から段原瑠々がJuice=Juice、川村文乃がアンジュルムに昇格[140]、森戸知沙希がモーニング娘。'17、梁川奈々美がJuice=Juice、船木結がアンジュルムに移籍、カントリー・ガールズと兼任。
- 6月30日、嗣永桃子が卒業[141]
- 7月6日、藤井梨央が契約解除[注 2][35]
- 9月6日、小川麗奈が卒業[142]
- （9月8日、稲場愛香が出身地の札幌を拠点として活動再開することを発表し、ソロに移行[143]）
- 12月6日、田口夏実が契約解除[144]
- 12月11日、工藤遥が卒業[145]
- 12月31日、相川茉穂が卒業[37]

2018年
- 6月9日、ハロプロ研修生から前田こころ・山﨑夢羽・西田汐里・島倉りか・江口紗耶・岡村美波が新グループ（後のBEYOOOOONDS）に昇格
- （6月13日、稲場愛香がJuice=Juiceに加入）[146]
- 6月20日、尾形春水が卒業[38]
- 10月19日、新グループの名称がBEYOOOOONDSに決定
- 11月3日、光井愛佳が卒業[39]
- 11月23日、太田遥香・伊勢鈴蘭がアンジュルムに加入、太田遥香がハロプロ研修生北海道から昇格[147]
- 11月30日、鞘師里保が卒業（12月7日に公式発表）[40]
- 12月3日、平井美葉・小林萌花・里吉うたのがBEYOOOOONDSに加入[148]
- 12月16日、飯窪春菜が卒業[101]

2019年
- 3月11日、梁川奈々美が卒業[42]
- 6月14日、工藤由愛・松永里愛がJuice=Juiceに加入、工藤由愛がハロプロ研修生北海道、松永里愛がハロプロ研修生から昇格[149]
- 6月17日、宮崎由加が卒業[102]
- 6月18日、和田彩花が卒業[43]
- 6月22日、北川莉央・岡村ほまれ・山﨑愛生がモーニング娘。に加入、山﨑愛生がハロプロ研修生北海道から昇格[150]
- 7月3日、橋迫鈴がハロプロ研修生からアンジュルムに昇格[151]
- （8月7日、BEYOOOOONDSがメジャーデビュー）
- 9月25日、勝田里奈が卒業[103]
- 12月10日、中西香菜が卒業[44]
- 12月26日、カントリー・ガールズの活動休止により、山木梨沙・小関舞が卒業[注 3][12]

2020年
- 3月22日、室田瑞希が卒業[46]
- 3月30日、こぶしファクトリーの解散により広瀬彩海・野村みな美・浜浦彩乃・和田桜子が卒業[注 4][13]
- （4月1日、井上玲音がJuice=Juiceに加入）[152]
- （10月13日、太田遥香がアンジュルムとしての活動を終了）[59]
- 11月2日、川名凜・為永幸音・松本わかながアンジュルムに加入、為永幸音がハロプロ研修生から昇格[153]
- 12月9日、船木結が卒業[53][注 5]
- 12月10日、宮本佳林が卒業[106][注 6]
- 12月28日、小片リサがつばきファクトリーとしての活動を終了[107]

2021年
- 2月12日、高木紗友希がJuice=Juiceおよびハロー!プロジェクトの活動を終了[54]
- 7月7日、有澤一華・入江里咲・江端妃咲がJuice=Juiceに、河西結心・八木栞・福田真琳・豫風瑠乃がつばきファクトリーに加入、江端妃咲・豫風瑠乃・有澤一華がハロプロ研修生から昇格[154]
- 11月15日、笠原桃奈が卒業[56]
- 11月24日、金澤朋子が卒業[57]
- 12月12日、ハロプロ研修生の7名（米村姫良々・中山夏月姫・窪田七海・斉藤円香・広本瑠璃・西﨑美空・北原もも）、ハロプロ研修生北海道の石栗奏美、オーディション合格者の2名（田代すみれ・筒井澪心）による新グループが結成、新グループの名称がOCHA NORMAに決定[155]
- 12月13日、佐藤優樹が卒業[110]
- 12月30日、平山遊季がハロプロ研修生からアンジュルムに昇格[156]

2022年
- 3月31日、太田遥香が卒業（4月6日に公式発表）[61]
- 5月30日、稲場愛香が卒業[112]
- 6月20日、森戸知沙希が卒業[114]
- 6月29日、櫻井梨央がモーニング娘。'22に、石山咲良・遠藤彩加里がJuice=Juiceに加入、石山咲良がハロプロ研修生から昇格[157]
- （7月13日、OCHA NORMAがメジャーデビュー）
- 12月10日、加賀楓が卒業[62]

2023年
- 4月2日、浅倉樹々が卒業[116]
- 5月23日、井上春華・弓桁朱琴がモーニング娘。'23に、下井谷幸穂・後藤花がアンジュルムに、川嶋美楓がJuice=Juiceに加入、川嶋美楓・後藤花・下井谷幸穂がハロプロ研修生から昇格[158]
- 6月21日、竹内朱莉が卒業[119]
- 11月6日、山岸理子・岸本ゆめのが卒業[68]
- 11月29日、譜久村聖が卒業[159]

2024年
- 2月7日、石井泉羽・村田結生・土居楓奏がつばきファクトリーに加入[160]
- 3月1日、一岡伶奈が卒業[161]
- 6月10日、新沼希空が卒業[162][73]
- 6月14日、植村あかりが卒業[163]
- 6月16日、ハロプロ研修生から橋田歩果・吉田姫杷・小野田華凜・村越彩菜・植村葉純・松原ユリヤ・島川波菜・上村麗菜・相馬優芽の9名による新グループが結成、新グループの名称がロージークロニクルに決定[164]
- 6月19日、佐々木莉佳子が卒業[165]
- 6月27日、山﨑夢羽が卒業[166]
- 11月28日、川村文乃が卒業[79]
- 12月6日、石田亜佑美が卒業[126]

2025年
- 3月11日、田代すみれが卒業[80]
- （3月19日、ロージークロニクルがメジャーデビュー）
- 3月21日、石栗奏美が卒業[81]
- 4月30日、八木栞が卒業[82]
- 6月9日、島倉りかが卒業[83]
- 6月18日、上國料萌衣が卒業[84]
- 6月23日、林仁愛がハロプロ研修生からJuice=Juiceに昇格[167]
- 7月8日、生田衣梨奈が卒業[85]
- 8月16日、ハロプロ研修生から西村乙輝がつばきファクトリー、長野桃羽がアンジュルムに昇格[168]
- （秋、羽賀朱音・横山玲奈が卒業予定）[169]

2026年
- （年内、小田さくらが卒業予定）[170]

## ユニット
ハロー!プロジェクトでは、モーニング娘。のメンバーあるいはグループ全体の中で構成する派生グループをユニットと呼ぶ。以下には、活動を休止しているユニットも含まれる。
タンポポ
初のモーニング娘。内ユニットとして1998年10月に石黒彩・飯田圭織（初代リーダー）・矢口真里の3名での結成が発表され、同年11月18日にデビューした。その後、2000年1月の石黒彩の脱退、同年6月の石川梨華（2代目リーダー）と加護亜依の加入を経て、2002年7月31日に石川梨華以外のメンバーの脱退と紺野あさ美・新垣里沙・柴田あゆみの加入が発表された。2003年以降は事実上活動を停止している。2007年7月のコンサートでは歴代メンバー（矢口・石川・新垣・柴田）が「たんぽぽ」を披露した。
2009年7月15日発売の『チャンプル①〜ハッピーマリッジソングカバー集〜』を機に「タンポポ#」の結成が発表され、モーニング娘。の亀井絵里・光井愛佳、Berryz工房の熊井友理奈、℃-uteの岡井千聖が選ばれている。
プッチモニ
1999年10月3日に保田圭（初代リーダー）・市井紗耶香・後藤真希の3名での結成が発表され、同年11月25日にデビューした。その後、2000年5月21日の市井紗耶香の脱退、同年6月26日の吉澤ひとみ（2代目リーダー）の加入を経て、2002年7月31日に保田圭と後藤真希の脱退および小川麻琴とアヤカの加入が発表された。こちらも2003年以降は事実上活動を停止しており、2006年1月のコンサートにおいて歴代メンバー（保田・後藤・吉澤・小川・アヤカ）が「BABY! 恋にKNOCK OUT!」を披露した。
『チャンプル①〜ハッピーマリッジソングカバー集〜』の発売を機に「プッチモニV」の結成が発表され、℃-uteの中島早貴・萩原舞および真野恵里菜が選ばれている。
ミニモニ。
2000年にテレビ東京系列のバラエティ番組『ハロー!モーニング。』の企画から矢口真里（初代リーダー）・辻希美・加護亜依・ミカ（2代目リーダー）の4名で結成され、2001年1月17日にデビューした。2003年春に矢口真里の脱退と高橋愛の加入があり、2004年5月2日にミカが卒業した後は無期限で活動を停止している。
2009年5月27日、つんく♂が自身のブログで新ミニモニ。の構想を明らかにしていたが、同年7月15日発売の『チャンプル①〜ハッピーマリッジソングカバー集〜』を機に「新ミニモニ。」が結成されており、モーニング娘。のリンリンと当時ハロプロエッグの福田花音・竹内朱莉・宮本佳林が選ばれている。
カントリー娘。に石川梨華（モーニング娘。）→カントリー娘。に紺野と藤本（モーニング娘。）
2001年4月18日にオリジナルメンバーのりんね、追加メンバーのあさみと、モーニング娘。の石川梨華がゲストとして加わり、3名でデビューした。あさみ・里田まい・みうなの編成となった2003年にはゲストが紺野あさ美と藤本美貴に入れ替わった。しかし、2004年秋以降はカントリー娘。単独での活動が中心となり、事実上ゲストを迎えての活動はなくなった。
ZYX
2002年7月31日のグループ再編成時に当時モーニング娘。の矢口真里（リーダー）中心のキッズユニット結成が発表され、2003年8月6日に梅田えりか・矢島舞美・嗣永桃子・清水佐紀・村上愛との6名でデビューした。2004年1月に嗣永桃子と清水佐紀がBerryz工房に加入してからは事実上活動を停止していたが、2006年1月のコンサートにおいて矢口を除いた5人が「白いTOKYO」を披露した。
『チャンプル①〜ハッピーマリッジソングカバー集〜』の発売を機に「ZYX-α」の結成が発表され、ZYX時代からの嗣永桃子（Berryz工房）と梅田えりか (℃-ute)に加え、モーニング娘。の新垣里沙と久住小春、Berryz工房の徳永千奈美と須藤茉麻、当時ハロプロエッグの和田彩花と小川紗季が新たに選ばれている。
モーニング娘。さくら組・モーニング娘。おとめ組
2003年9月に当時モーニング娘。のメンバー15名を安倍なつみ（初代リーダー）・矢口真里（2代目リーダー）・吉澤ひとみ・加護亜依・高橋愛・紺野あさ美・新垣里沙・亀井絵里（以上モーニング娘。さくら組）と飯田圭織（リーダー）・石川梨華・辻希美・小川麻琴・藤本美貴・道重さゆみ・田中れいな（以上モーニング娘。おとめ組）の2組に分けての活動を開始した。現在は組単位での活動を停止している。
あぁ!
ZYXに続くキッズユニットとして、2003年9月12日にモーニング娘。の田中れいな（リーダー）と夏焼雅・鈴木愛理の3名での結成が発表され、同年10月29日にデビューした。その後楽曲は発表されず、2004年1月に夏焼雅がBerryz工房加入以降は事実上活動を停止していた。ただし、2006年1月のコンサートで唯一の楽曲「FIRST KISS」を披露している。
『チャンプル①〜ハッピーマリッジソングカバー集〜』では、田中れいなに代わり、当時ハロプロエッグだった佐保明梨が新たに選ばれている。
Buono!
テレビアニメ『しゅごキャラ!』シリーズ（2007年10月 - 2010年3月放送）のテーマソングを提供するため、2007年7月21日にBerryz工房の嗣永桃子・夏焼雅と℃-uteの鈴木愛理の3名での結成が発表され、同年10月31日にデビューした。『しゅごキャラ!』シリーズ放送終了後も活動を継続、2017年5月22日のライブをもって、事実上活動を終了した。
CHICA#TETSU
BEYOOOOONDSのグループ内ユニットとして、2018年6月9日に一岡伶奈（リーダー）・島倉りか・西田汐里・江口紗耶の4名で結成。同年10月19日にグループ名を発表。2024年3月に一岡、2025年6月に島倉が卒業したため、現在は西田・江口の2名で活動中。リーダーは不在。
雨ノ森 川海
BEYOOOOONDSのグループ内ユニットとして、2018年6月9日に高瀬くるみ（リーダー）・前田こころ・山﨑夢羽・岡村美波・清野桃々姫の5名で結成。同年10月19日にグループ名を発表。2024年6月に山﨑が卒業したため、現在は残りの4名で活動中。
SeasoningS
BEYOOOOONDSのグループ内ユニットとして、2021年1月24日に平井美葉（リーダー）・小林萌花・里吉うたのの3名で結成。

### 期間限定・スペシャルユニット
ハロー!プロジェクトのユニットには、結成時に期間限定で活動することが公式に発表されているものがあり、これらを「スペシャルユニット」と呼ぶ。
なお、2008年12月10日にメガベストシリーズの1つとして発売された『ハロー!プロジェクト スペシャルユニット メガベスト』には、以下のユニットの他に高木ブーとモーニング娘。・ココナッツ娘。・藤本美貴・石井リカ、おけいさんと安倍なつみ（モーニング娘。）、ZYX、ROMANS、あぁ!、H.P.オールスターズ、エコモニ。、ともいき・木を植えたい、アテナ&ロビケロッツ、安倍なつみ&矢島舞美（℃-ute）の楽曲も収録している。
ごまっとう
2002年10月に後藤真希・松浦亜弥・藤本美貴の3名で結成され、シングルCDとシングルVのDVDを各1枚ずつ発売した。
ROMANS
2003年4月に放送を開始したテレビ東京のバラエティ番組『セクシー女塾』の企画から矢口真里（リーダー）・石川梨華・アヤカ・里田まい・斉藤瞳の5名で結成され、同年8月20日にデビューした。それ以降は楽曲は発表されず、同番組も同年9月で終了したため事実上活動を停止していたが、2008年1月のコンサートで唯一の楽曲「SEXY NIGHT 〜忘れられない彼〜」を披露している。
後浦なつみ
2004年10月に後藤真希・松浦亜弥・安倍なつみの3名で結成され、シングルCD、シングルVのDVD、コンサートDVDを各1枚ずつ発売した。また、『後浦なつみコンサートツアー2005春トライアングルエナジー』も開催した。
DEF.DIVA
2005年9月5日に安倍なつみ・後藤真希・石川梨華・松浦亜弥の4名で結成され、シングルCD2枚を発売した。
GAM
2006年6月15日に松浦亜弥と藤本美貴の2名で結成され、これまでにシングルCDとシングルVのDVDを3枚ずつ、アルバムCDとコンサートDVDを1枚ずつ発売した。また、『GAM 1stコンサートツアー2007初夏〜グレイト亜弥&美貴〜』も開催した。
モーニング娘。誕生10年記念隊
モーニング娘。のデビュー10年目突入を記念して2007年1月に飯田圭織・安倍なつみ・後藤真希・新垣里沙・久住小春の5名で結成され、シングルCDとシングルVのDVDを各2枚ずつ発売した。また、『モーニング娘。誕生10年記念隊コンサートツアー2007夏 〜サンキューMy Dearest〜』も開催した。解散は発表されていないが、活動休止状態となっている。
その後、後藤は2007年10月28日、飯田と安倍は2009年3月31日、久住は同年12月6日、新垣は2012年5月18日にハロー!プロジェクトを卒業し、ハロー!プロジェクトに所属するメンバーはいなくなった。
High-King
モーニング娘。と宝塚歌劇団のコラボレーションによる『シンデレラ the ミュージカル』（2008年8月開催）を応援するユニットとして、高橋愛・田中れいな（以上モーニング娘。）・清水佐紀（Berryz工房）・矢島舞美 (℃-ute)・前田憂佳（結成当時はハロプロエッグ、後にスマイレージ）の5名で結成され、シングルCDとシングルVのDVDを各1枚ずつ発売した。
『チャンプル①〜ハッピーマリッジソングカバー集〜』では、チャンプルユニットの1つとして活動している。
Ex-ceed!
2010年5月から10月まで中国・上海で開催された史上最大規模の万国博覧会『上海万博』を応援するユニットとして、ジュンジュン・リンリン（以上モーニング娘。）・夏焼雅（Berryz工房）・久住小春の4名で結成した。同年6月に中国・上海万博日本産業館JALステージで開催された産業館テーマウィーク“J-POP”ステージに出演した。
リボーンイレブン
ファミリーミュージカル『リボーン〜命のオーディション〜』（2011年10月開催）のテーマソングを歌うユニットとして、出演者の中から新垣里沙・田中れいな・譜久村聖・生田衣梨奈・鞘師里保・鈴木香音（以上モーニング娘。）・三好絵梨香（元美勇伝）・仙石みなみ・森咲樹（以上アップアップガールズ（仮））・宮本佳林（ハロプロエッグ）・工藤遥（ハロプロエッグ→稽古期間中にモーニング娘。加入）の11名で結成され、CDを発売した。
CATS EYE7
劇団ゲキハロ第12回公演『キャッツ♥アイ』（2012年開催）の主題歌を歌うユニットとして結成され、CDを発売した。
モーニング娘。20th
2017年11月、モーニング娘。誕生20周年を記念し、当時の現役モーニング娘。メンバー全員及びオリジナルメンバー参加によるユニット「モーニング娘。20th」が結成され、デジタルシングル2作、及びミニアルバムを発売した。
モーニング娘。リーダーズ
モーニング娘。の歴代リーダー8名及び2018年現在リーダーを務めている譜久村聖の9名で構成。2018年2月発売のモーニング娘。20thのミニアルバム『二十歳のモーニング娘。』に収録されている楽曲『WE ARE LEADERS! ～リーダーってのもつらいもの～』を歌唱。
L!PP (from Hello! Project Dance Team)
2021年11月に石田亜佑美・加賀楓・佐々木莉佳子・稲場愛香・秋山眞緒・平井美葉の6名が選出され活動を開始。その後、稲場が離脱、段原瑠々が加入し、2022年8月にユニット名が命名される。同年9月にオリジナルの新曲『Sunset Summer Fever』を発売。同年12月に加賀が離脱し、5人で初パフォーマンスを行った。

### シャッフルユニット
ハロー!プロジェクトでは、2000年から2005年まで毎年メンバーをシャッフルしてユニットを結成し、シングルを同時リリースした。

### オールスターユニット
H.P.オールスターズ
2004年、ハロー!プロジェクト所属者46名（当時）全員によるユニットが結成され、CD「ALL FOR ONE & ONE FOR ALL!」をリリースした。当時の公式サイトで当ユニットはシャッフルユニットとして扱われていた。
ハロー!プロジェクト モベキマス
2011年9月、ハロー!プロジェクトメンバー全員（高橋愛を除く）により結成されたオールスターユニット。同年11月16日にCD「ブスにならない哲学」を発売した。「モベキマス」とは各グループ名やソロの頭文字を片仮名にして並べたものである。
モ=モーニング娘。、ベ=Berryz工房、キ=℃-ute、マ=真野恵里菜、ス=スマイレージ
ハロプロ・オールスターズ
2018年8月、ハロー!プロジェクト誕生20周年を記念し、全員参加（光井、鞘師を除く）によるユニット「ハロプロ・オールスターズ」が結成され、同年9月26日にシングル「YEAH YEAH YEAH/憧れのStress-free/花、闌の時」を発売した。

### 企画ユニット
ポッキーガールズ&ビーナスムース (POCKY GIRLS & Venus Mousse)
「ポッキー」シリーズ（江崎グリコ）のCM制作のために2002年夏当時のモーニング娘。のメンバー13名を2組に分けて結成されたユニットである。明るく元気な9人組ユニットのポッキーガールズ（安倍なつみ・保田圭・石川梨華・辻希美・加護亜依・高橋愛・紺野あさ美・小川麻琴・新垣里沙）とエレガントな4人組ユニットのビーナスムース（飯田圭織・矢口真里・後藤真希・吉澤ひとみ）としてCMに登場していた。
ミニハムず
アニメ映画『劇場版とっとこハム太郎』の劇中に登場する架空のアイドルグループ。ミニモニ。をモチーフに製作された。メンバーはぐっちゃん（矢口真里）・メリカちゃん（ミカ）・あい〜んちゃん（加護亜依）・のんのちゃん（辻希美）・たかはし（高橋愛）の5名。このほかに様々なキャラクターが登場した。
詳細は「とっとこハム太郎の登場人物」を参照
エコモニ。
2004年6月19日・20日に幕張メッセで開催された『モーニング娘。"熱っちぃ地球を冷ますんだっ。"文化祭2004 〜STOP!地球温暖化〜』に合わせて結成されたユニット。メンバーは石川梨華と道重さゆみの2名。翌2005年以降も文化祭（この年から2007年まで秋にパシフィコ横浜で開催）の時に活動している。
あややムwithエコハムず
映画「劇場版とっとこハム太郎」第4弾の劇中に登場するキャラクターユニットである。メンバーはあややム（松浦亜弥）とエコモニ。をモチーフに製作したエコハムず（リカハム〈石川梨華〉・シゲハム〈道重さゆみ〉）の3名。
月島きらり starring 久住小春 (モーニング娘。)
テレビ東京系列のアニメ番組『きらりん☆レボリューション』（2006年4月 - 2009年3月放送）で、モーニング娘。の久住小春が声優を務める「月島きらり」として主題歌を担当。
きら☆ぴか
「月島きらり」役の久住小春と、その後輩「観月ひかる」役の℃-uteの萩原舞によるユニット。同番組の主題歌でデビュー。
MilkyWay
「月島きらり」役の久住小春と、当時ハロプロエッグだった「雪野のえる」役の北原沙弥香・「花咲こべに」役の吉川友によるユニット。同番組の主題歌でデビュー。
アテナ
テレビ東京系列のアニメ番組『ロビーとケロビー』（2007年4月 - 2008年3月放送）で、辻希美（降板後は新垣里沙）が声優を務める「アテナ」として主題歌を担当。
アテナ&ロビケロッツ
上記の「アテナ」の声優を務めるモーニング娘。の新垣里沙と、同じくモーニング娘。の光井愛佳、℃-uteの中島早貴・岡井千聖によって結成された「ロビケロッツ」が合体したユニットとして主題歌を担当。
しゅごキャラエッグ!
『しゅごキャラ!!どきっ』（2008年10月 - 2009年9月放送）のオープニングテーマ曲を提供するため、2008年9月20日にハロプロエッグの前田憂佳・佐保明梨・福田花音・和田彩花の4名での結成が発表され、同年12月10日にシングル「みんなのたまご」でデビューした。同番組のオープニングテーマ曲は後述のガーディアンズ4に引き継がれたが、2009年8月の『しゅごキャラ!ミュージカル』への舞台出演、ガーディアンズ4のシングルへの「しゅごキャラエッグ!ver.」の収録、『しゅごキャラパーティー!』（2009年10月 - 2010年3月放送）のMC担当など、様々な活動を行っていた。
同月26日に和田・前田（憂佳）・福田が卒業したのに伴い第1期の活動が終了、代わって譜久村聖と前田彩里が加入した。その間アミュレットダイヤオーディションを行い、同年11月26日の同オーディション優勝者の田辺奈菜美の加入をもって第2期の活動を開始したが、『しゅごキャラ!!』シリーズの終了に伴い解散した。
ガーディアンズ4
『しゅごキャラ!!どきっ』の2009年4月からのオープニングテーマ曲を提供するため、2009年3月にモーニング娘。の光井愛佳、Berryz工房の熊井友理奈・菅谷梨沙子、℃-uteの中島早貴の4名での結成が発表され、同年5月27日にシングル「おまかせ♪ガーディアン」でデビューした。こちらも『しゅごキャラ!!』シリーズの終了に伴い解散した。
リルぷりっ
テレビ東京系列のアニメ番組『ひめチェン!おとぎちっくアイドル リルぷりっ』（2010年4月 - ）で、「雪森りんご」役の和田彩花、「高城レイラ」役の前田憂佳、「笹原名月」役の福田花音（以上スマイレージ）の3名が声優として出演し、主題歌を担当。
氷室衣舞（CV 菅谷梨沙子／Berryz工房）
テレビ東京系列のアニメ番組『極上!!めちゃモテ委員長』（2009年4月 - ）で、Berryz工房の菅谷梨沙子が声優を務める「氷室衣舞」として主題歌を担当。なお、このアニメにはNICE GIRL プロジェクト!のメンバーがメインで出演していた。
DEF.DIVAと楽天イーグルス応援隊
楽天イーグルス応援隊として、DEF.DIVAの他につんく♂、カントリー娘。、メロン記念日がコーラスとして参加。
HANGRY&ANGRY
“グロカワ”系女性2人組ユニット。メンバーは吉澤ひとみと石川梨華の2名（当時ハロー!プロジェクトは卒業）。2011年からは「HANGRY&ANGRY-f」として活動。
ダンス部
2013年10月にハロー!プロジェクトのYouTubeオリジナル番組『ハロ!ステ』にて発表されたダンス専門のユニット。初期メンバーは譜久村聖・鞘師里保・石田亜佑美・清水佐紀・夏焼雅・矢島舞美・中島早貴・和田彩花・福田花音・竹内朱莉・高木紗友希・宮本佳林の12名。その後メンバーの増減があり、2023年2月現在のメンバーは石田亜佑美・牧野真莉愛・岡村ほまれ・佐々木莉佳子・橋迫鈴・為永幸音・段原瑠々・松永里愛・山岸理子・秋山眞緒・岡村美波・平井美葉・里吉うたの・広本瑠璃・筒井澪心の15名である。
ミニーズ。?
横山玲奈、森戸知沙希、上國料萌衣、船木結の4名で結成されたユニット2018年10月15日、熊井友理奈とのコラボレーションで単行本「身長差悩みあるあるWorld『コンプレックスにサヨウナラ!』」を発売。同年10月20日・21日、彩の国くまがやドーム 体育館で開催された『Hello! Project 20th Anniversary!! Hello! Project ハロ!フェス 2018』にて、オリジナル楽曲「コンプレックスにサヨウナラ!」を披露。
GOODM!X→GOODM!X PREMIUM
「つぶグミ（春日井製菓）」の発売30周年を記念したコラボ企画ユニット。2024年結成時のメンバーは岡村ほまれ・橋迫鈴・有澤一華・河西結心・西田汐里・北原ももの6名。2025年、橋田歩果が加わり、7人体制となった。
ハロプロ西日本
井上春華、下井谷幸穂、松永里愛、有澤一華、秋山眞緒、豫風瑠乃、西田汐里、岡村美波、広本瑠璃、西﨑美空、植村葉純、上村麗菜、植村あかりの13名で結成されたユニット。ユニットに参加した全メンバーが西日本出身である。2025年8月23日、所属事務所の先輩である杉田二郎の楽曲『戦争を知らない子供たち』のカバーを配信リリース予定。

#### SATOYAMA movement
ハロー!プロジェクトのメンバーが所属するアップフロントグループの活動として「SATOYAMA movement」があり、テレビ番組『ハロー!SATOYAMAライフ』にてその活動が紹介されていた。活動の中で2012年7月20日、「ピーベリー」と「DIY♡」の結成が発表され、同年10月16日には「GREEN FIELDS」と「ハーベスト」の結成が発表された。
ピーベリー
メンバーは和田彩花（スマイレージ）・鞘師里保（モーニング娘。）の2名
DIY♡
メンバーは徳永千奈美・夏焼雅（以上Berryz工房）・矢島舞美・中島早貴（以上℃-ute）・飯窪春菜（モーニング娘。）の5名
GREEN FIELDS
メンバーは清水佐紀（Berryz工房）・光井愛佳・「第2回フォレストアワードNEW.FACEオーディション 奨励賞/サマンサタバサ賞」を受賞した宮崎由加(Juice=Juice)の3名
ハーベスト
メンバーは生田衣梨奈・石田亜佑美・佐藤優樹（以上モーニング娘。）・竹内朱莉（スマイレージ）の4名
ジュリン
2013年7月に誕生したユニット
メンバーは佐藤優樹（モーニング娘。）・宮本佳林 (Juice=Juice)の2名

#### SATOUMI movement
2013年3月2日、『Forest For Rest 〜SATOYAMAへ行こう〜』（パシフィコ横浜）で、新たに「SATOUMI movement」の発足と、「ダイヤレディー」「メロウクアッド」「Plumeria（読み：プルメリア）」の3組のユニットの結成が発表された。同年6月、「Plumeria」が「HI-FIN」にユニット名を変更した。
ダイヤレディー
メンバーは菅谷梨沙子（Berryz工房）・鈴木愛理 (℃-ute)の2名
メロウクアッド
メンバーは徳永千奈美・夏焼雅（以上Berryz工房）・矢島舞美・岡井千聖（以上℃-ute）の4名
HI-FIN （Plumeria）
メンバーは中島早貴・萩原舞（以上℃-ute）・福田花音（スマイレージ）・生田衣梨奈・石田亜佑美（以上モーニング娘。）の5名

#### SATOYAMA SATOUMI movement
2014年3月13日、「SATOYAMA movement」「SATOUMI movement」から新しいユニットが発表された。
さとのあかり
メンバーは佐藤優樹（モーニング娘。'14）・勝田里奈（スマイレージ）・植村あかり (Juice=Juice)の3名
トリプレット
メンバーは工藤遥（モーニング娘。'14）・岡井千聖 (℃-ute)・高木紗友希 (Juice=Juice)の3名
ODATOMO
メンバーは小田さくら（モーニング娘。'14）・金澤朋子 (Juice=Juice)の2名
かみいしなか かな
2017年1月22日よりTBSにて放送されている番組『ふるさとの夢』のテーマ曲を歌うユニット。メンバーは上國料萌衣（アンジュルム）・石田亜佑美（モーニング娘。'17）・中島早貴（℃-ute）・金澤朋子（Juice=Juice）の4名。同テーマ曲「ふるさとの夢」はCD化され、同年3月25日・26日に開催のSATOYAMA & SATOUMIイベントで先行販売された。

### コラボレーションユニット
中澤ゆうこ&高山厳
1998年12月2日、中澤ゆうこが高山厳と組みCDを発売。
バカ殿様とミニモニ姫。
2002年4月24日、フジテレビ系列のバラエティ番組『志村けんのバカ殿様』のキャラクターであるバカ殿様（志村けん）と組みCDを発売。
おけいさんと安倍なつみ（モーニング娘。）
2003年5月1日、おけいさん（四角佳子）と組みCDを発売。
五木・孝雄+ハロー!プロジェクト聖歌隊。
2002年11月27日、ハロー!プロジェクトのメンバーが「聖歌隊。」として五木ひろし・堀内孝雄と組みCDを発売。ハロー!プロジェクト聖歌隊。のメンバーは飯田圭織・安倍なつみ・保田圭・吉澤ひとみ・紺野あさ美・小川麻琴・新垣里沙（以上当時モーニング娘。）・中澤裕子・カントリー娘。・ココナッツ娘。・メロン記念日・松浦亜弥の17名。
高木ブーとモーニング娘。・ココナッツ娘。・藤本美貴・石井リカ
高木ブーが弾くウクレレでモーニング娘。の曲をハワイアン風にアレンジした。
WaT×ハロー!プロジェクト
TBS系列で2006年11月から12月に放送された『2006世界バレー』のオフィシャルサポーターとしてモーニング娘。・DEF.DIVA・Berryz工房がWaTと組んで参加し、試合前にオフィシャルソングを歌った。
ギャルル
2007年4月24日に「つじじ」（辻希美）「ぁみみ」（時東ぁみ）「そねね」（ギャル曽根）の3名で結成されたユニットである。しかし、同年5月に辻が結婚と出産へ向けて芸能活動の休止を発表したのに伴いこのユニットから脱退し、「あべべ」として安倍麻美が代わって加入したため、ハロー!プロジェクトのメンバーは不在となった。
里田まい with 藤岡藤巻
2007年5月23日、里田まいが藤岡藤巻と組みCDを発売。その後、2010年10月27日に「里田まいと藤岡藤巻」の名義でCDを再発売した。
ヘキサゴンファミリー
かつてフジテレビ系列で放送されていたクイズ番組『クイズ!ヘキサゴンII』のレギュラー解答者から生まれたアイドル集団である。2007年9月にPabo（里田まいら3名による女性アイドルグループ）を結成。また、2008年7月には羞恥心と共にアラジンを結成し、里田は同年11月に里田まい with 合田兄妹（後に里田まい with 合田家族）を結成している。その後、2009年12月9日には矢口真里が矢口真里とストローハットを結成し、2010年6月には里田がツバサを結成している。
安倍なつみ&矢島舞美（℃-ute）
2008年1月16日に安倍なつみと矢島舞美の2名で結成され、シングルとシングルVの各1枚ずつ発売した。
モーニング娘。with ディズニーの仲間たち
2008年5月6日にNHKで放送された音楽番組。東京ディズニーランドのトゥーンタウンでミッキーマウスやミニーマウスなどと一緒に｢ミッキーマウス・マーチ」を歌った。なお、ハロー!プロジェクトメンバーの松浦亜弥も同番組でミッキーと共にディズニーメドレーを歌った。
おはガールメープル with スマイレージ
2010年11月24日に、テレビ東京系列の『おはスタ』で活躍している小川紗季（さき）・田中絵里花（えりか）・井之上史織（しおり）の3名で結成したおはガールメープルとスマイレージ（小川を除いた3人）と共にCDを発売した。その後、2011年8月24日に小川紗季が卒業し、同月25日にモーニング娘。の生田衣梨奈（えりな）が加入した。
Berryz工房×℃-ute
Berryz工房と℃-uteによるスペシャルコラボレーションユニットとしての名義。ユニット名は「ベリキュー」。2011年11月9日にシングル「甘酸っぱい春にサクラサク」を発売した。
こぶしファクトリー&つばきファクトリー
こぶしファクトリーとつばきファクトリーによるスペシャルコラボレーションユニットとしての名義。略称は「こぶつば」。2018年7月17日にデジタルシングル「ひょっこりひょうたん島」を発売。
乙女マンジ学園
さわやか五郎・岸本ゆめの・小野田紗栞によるユニット。2018年7月25日、上々軍団のシングル「仲間」に収録されている楽曲『感謝感激マジマンジ』を歌唱。
やまとなでしこセミコロン
鈴木啓太・新沼希空・秋山眞緒によるユニット。上々軍団のシングル「仲間」に収録されている楽曲「素直になれないサクランボ」を歌唱。

### 一時的、その他名義
中澤ゆうこ
演歌歌手としてソロ活動していた時の名義である。
ミニモニ。と高橋愛+4KIDS
映画『ミニモニ。じゃムービーお菓子な大冒険』に参加したミニモニ。のほか、当時まだ同グループのメンバーでなかった高橋愛とハロー!プロジェクト・キッズの須藤・菅谷・鈴木および萩原の9名でCDを発売した時の名義である。
千（安倍なつみ）
GyaO同名ドラマ主題歌の名義である。
重ピンク、こはっピンク
モーニング娘。の道重さゆみが演じる「重ピンク（しげピンク）」と同じく久住小春が演じる「こはっピンク」というキャラクターによる架空の2人組アイドルユニット（アイドルデュオ）である。
この名義での曲として、モーニング娘。の2006年2月15日発売のアルバム『レインボー7』に「レインボーピンク」、同年12月13日発売のミニアルバム『7.5冬冬モーニング娘。ミニ!』に「わ〜MERRYピンXmas!」、翌2007年3月21日発売のアルバム『SEXY 8 BEAT』に「宝の箱」が収録されており、モーニング娘。のコンサートツアーにおいても披露されている。
「レインボーピンク」は2人のデビュー曲という設定で、曲名が転じて「レインボーピンク」でこの2人組を指すこともある。
2006年1月23日 - 27日での『娘DOKYU!』内の追跡ドキュメント「娘DOKYU! EXTRA」において「レインボーピンク」の録音シーンが放送された。
なお、ミニアルバム『7.5冬冬モーニング娘。ミニ!』では、「重ピンクと、こはっピンク」と表記されている。
ハロプロワンダフルオールスターズ（ハロー!プロジェクト10周年記念紅白スペシャル隊）
モーニング娘。・Berryz工房・℃-uteにより構成されたスペシャルユニットである。これらがワンダフルハーツのメンバーとなっていることから、「ハロプロワンダフルオールスターズ」として2007年12月25日から「LALALA 幸せの歌」をダウンロード配信、そしてハロー!プロジェクト10周年記念紅白スペシャル隊として同月31日放送の『第58回NHK紅白歌合戦』に出場して同曲を含めたスペシャルメドレー「Special LOVE Mix 〜幸せの平成20周年 Ver.〜」を歌唱した。なお、同曲は翌2008年2月27日に℃-uteの4thシングルとして発売した。また、同年12月10日に発売された『プッチベスト9』にはワンダフルハーツバージョンが収録され、歌手名も「ハロプロワンダフルオールスターズ」となっている。
むてん娘。（モーニング娘。）
モーニング娘。が“寿司文化を世界にまき散らすため”の楽曲の名義である。2010年10月27日にくらのイメージソングとして「あっぱれ回転ずし!」を発売した。
ベキマス
Berryz工房、℃-ute、真野恵里菜、スマイレージの4組によるコラボレーションユニットとしての名義。2011年8月6日にCD「負けるな わっしょい!」を発売した。
モーニング娘。ロッキーズ・モーニング娘。Q期・モーニング娘。天気組
モーニング娘。50thシングル「One・Two・Three/The 摩天楼ショー」に収録されているカップリング曲を6期メンバー（道重さゆみ・田中れいな）、9期メンバー（譜久村聖・生田衣梨奈・鞘師里保・鈴木香音）、10期メンバー（飯窪春菜・石田亜佑美・佐藤優樹・工藤遥）が歌っており、その曲にクレジットされている名義である。

### ワンダフルハーツとエルダークラブ
2006年1月から2009年1月まで、ハロー!プロジェクトのグループやソロ活動メンバーは、主に未成年メンバーの若手が中心である「ワンダフルハーツ」と、主に20歳以上のメンバーが中心である「エルダークラブ」の2つに分かれて活動した。また、コンサートのパンフレットとして作成されるDVDマガジンもワンダフルハーツ、エルダークラブのものが別々にリリースされた。2007年6月の公式サイトのリニューアル時には、ハロー!プロジェクトに所属するそれぞれのグループやソロ活動メンバーのプロフィールが、ワンダフルハーツとエルダークラブに分かれて掲載されるようになった。
2009年3月までの組み分けは以下の通り
ワンダフルハーツメンバー
モーニング娘。・Berryz工房・℃-ute・真野恵里菜・ハロプロエッグ選抜
エルダークラブメンバー
中澤裕子・飯田圭織・安倍なつみ・保田圭・矢口真里・石川梨華・吉澤ひとみ・辻希美・紺野あさ美・小川麻琴・藤本美貴・稲葉貴子・里田まい・メロン記念日・前田有紀・松浦亜弥・三好絵梨香・岡田唯・音楽ガッタス
なお、アイスクリー娘。と大小姐はメンバー全員が台湾出身であるためか、ワンダフルハーツ・エルダークラブとも別扱いでハロプロ台湾の所属となっている。
2009年3月31日にエルダークラブ全員がハロー!プロジェクトを卒業したため、ハロー!プロジェクトの公式サイトからワンダフルハーツとエルダークラブの組み分けはなくなった。

## 略歴

### 1998年 - 2000年
- 1998年1月26日、オーディション番組『ASAYAN』（テレビ東京系列、2002年3月終了）の『シャ乱Q女性ロックボーカリストオーディション』によってデビューすることとなった平家みちよ（2002年11月7日卒業）およびモーニング娘。の合同ファンクラブとして「Hello!」が設立された。
- 1998年8月、初の「Hello!」名義での平家みちよとモーニング娘。による合同ライブが渋谷公会堂にて行われた。
- 1998年10月、モーニング娘。初のグループ内ユニット「タンポポ」が結成され、この後に「プッチモニ」などが続いた。
- 1998年12月31日、モーニング娘。が第40回日本レコード大賞最優秀新人賞を受賞した。
- 1999年1月、オーディション番組『アイドルをさがせ!』（テレビ東京・2002年3月終了）が放送開始。同番組内で『カントリー娘。オーディション』や『第1回平家みちよ&モーニング娘。妹分オーディション』が実施され、それぞれの合格者がハロー!プロジェクトへ加入していくこととなる。
- 1999年4月1日、ファンクラブの名称が「Hello!」から「Hello! Project」に改称された。
- 1999年4月 – 7月、『ASAYAN』のオーディションで結成された「太陽とシスコムーン」と「ココナッツ娘。」、さらに「カントリー娘。」が加入した。
- 1999年7月、初の「Hello! Project」の合同コンサート『Hello! Project '99 at 横浜アリーナ』が行われた。
- 1999年8月10日、『第2回平家みちよ&モーニング娘。妹分オーディション』に合格した斉藤瞳・村田めぐみ・大谷雅恵・柴田あゆみの4名でユニットが結成された。同年12月28日、ユニット名が「メロン記念日」に決定した。
- 2000年3月、初めてシャッフルユニットが結成された。カップリングにはハローの名前を使用した曲である「Hello!のテーマ」が収録された。
- 2000年4月から「ハロー」の名前を冠したテレビ東京系列のバラエティ番組『ハロー!モーニング。』（2007年4月から『ハロモニ@』と改題し2008年9月に終了）が始まる。以降も「ハロー」の名前を冠したテレビ番組が数本あった。
- 2000年10月、T&Cボンバー（同年3月に太陽とシスコムーンから改名）が解散した。

### 2001年 - 2005年
- 2001年3月、モーニング娘。の初代リーダーである中澤裕子が同グループを卒業し、ハロー!プロジェクト全体のリーダーに就任した。同グループの卒業メンバーがハロー!プロジェクトに残留するのはこれが初めてであり、ハロー!プロジェクトの名前がマスコミで大きく取り上げられたのも初めてである。
- 2002年4月 – 6月、初の「ハロー!プロジェクト」の名前を冠したオーディション、『ハロー!プロジェクト・キッズ オーディション』が開催され、「ハロー!プロジェクト・キッズ」として15名が合格した。これ以後、『ハロー!プロジェクト 新ユニットオーディション』、『ハロプロ エッグ オーディション2004』、『ハロプロ関西オーディション2005』など、ハロー!プロジェクトの名前を冠したオーディションが定期的に行われた。
- 2002年7月31日、ハロー!プロジェクト内のグループ再編成改革、いわゆる「ハローマゲドン」が行われた。以降、様々な場面で「ハロー!プロジェクト」の名前が全面に押し出されるようになる。
- 2002年11月7日、平家みちよがハロー!プロジェクトを卒業した。
- 2003年9月9日、ハロー!プロジェクトフットサル宣言を行い、同年10月29日にはハロー!プロジェクトメンバーから選抜された12名でフットサルチームが結成された。
- 2004年1月3日、辻希美と加護亜依が同年8月にモーニング娘。を卒業すると同時に、この2名で新ユニット「W」を結成する事が発表された。
- 2004年1月14日、ハロー!プロジェクト・キッズから清水佐紀・嗣永桃子・徳永千奈美・須藤茉麻・夏焼雅・熊井友理奈・菅谷梨沙子・石村舞波の8名による新グループ「Berryz工房」が結成された。
- 2004年1月20日、フットサルチームの名称が「Gatas Brilhantes H.P.」に決定した。
- 2004年4月 - 8月、『ハロプロ エッグ オーディション2004』が開催された。このオーディションで32名が合格し、初の研修生制度となる「ハロプロエッグ」が発足した。
- 2004年8月10日、翌年にモーニング娘。の卒業を控えている石川梨華を中心に、三好絵梨香とハロプロエッグの岡田唯による3名で「美勇伝」が結成された。
- 2004年11月、初のハロー!プロジェクト全員参加によるユニット「H.P.オールスターズ」が活動を開始した。
- 2005年6月11日、Berryz工房を除くハロー!プロジェクト・キッズのメンバー7名（梅田えりか・矢島舞美・村上愛・中島早貴・鈴木愛理・岡井千聖・萩原舞）で「℃-ute」が結成された。

### 2006年 - 2010年
- 2006年1月、ハロー!プロジェクトが「ワンダフルハーツ」と「エルダークラブ」に分割された。
- 2007年6月19日、前年に卒業した紺野あさ美の復帰が発表され、同年7月15日から活動を再開した。一度卒業して芸能界を引退したメンバーがハロー!プロジェクトに復帰するのは初めてであった。
- 2007年10月15日、ハロー!プロジェクトと同様のつんく♂プロデュースによる女性アイドル・アーティストの活動プロジェクトである「NICE GIRL プロジェクト!」を設立し、ハロプロエッグ内のユニットだったTHE ポッシボーが、ハロー!プロジェクトを卒業しキャナァーリ倶楽部と共に所属することが発表され、2008年5月3日のソロメンバー3人の加入をもって本格始動した。
- 2007年10月28日、後藤真希がハロー!プロジェクトを卒業。芸能活動を休止していたが、2008年6月1日に所属事務所をエイベックスに移籍し、芸能活動を再開した。
- 2007年12月30日、℃-uteが第49回日本レコード大賞最優秀新人賞を受賞した。ハロー!プロジェクトからの同賞受賞は第40回（1998年）のモーニング娘。以来9年ぶり、2度目。
- 2008年4月12日、ハロプロ関西として活動していた4名が「SI☆NA」としてデビューを目指すことが発表された。
- 2008年9月20日、台湾のオーディション番組『早安家族 New Star』の合格者6名と特別賞2名が「ハロプロ台湾」の研修生となる。同年12月に研修を終了し、合格者が「アイスクリー娘。」、特別賞受賞者が「フランシス&愛子」（後の「大小姐」）を結成。
- 2008年12月10日、ハロー!プロジェクト結成10周年記念作品として、『メガベストシリーズ』として8タイトル（中澤裕子・タンポポ／プッチモニ・太陽とシスコムーン／T&Cボンバー・カントリー娘。・メロン記念日・シャッフルユニット・スペシャルユニット・安倍なつみ）のベスト盤が同時発売された。また、『プッチベスト9』もこの日に発売されたため、ベスト盤が9枚同時発売された。
- 2009年3月31日、エルダークラブに所属しているメンバー全員がハロー!プロジェクトを卒業した。
- 2009年4月、ハロプロエッグにおいて、和田彩花・前田憂佳・福田花音・小川紗季の4名で「S/mileage」が結成された。
- 2009年6月、タンポポ・プッチモニ・ミニモニ。が新たなメンバーで活動を再開することが発表された[190]。この後、High-Kingの活動再開やZYX・あぁ!・美勇伝の新たなメンバーでの活動再開も発表され、7つのチャンプルユニットが誕生する。
- 2010年12月30日、スマイレージが第52回日本レコード大賞最優秀新人賞を受賞した。ハロー!プロジェクトからの同賞受賞は第49回（2007年）の℃-ute以来3年ぶり、3度目。

### 2011年 - 2015年
- 2011年4月5日、東日本大震災の被災地を支援する「がんばろうニッポン 愛は勝つプロジェクト」の発足が発表された。
- 2011年9月1日、ハロー!プロジェクト全員によるユニット「ハロー!プロジェクト モベキマス」の結成が発表された[191]。
- 2011年末、ハロプロエッグが「ハロプロ研修生」に名称を変更した[192]。
- 2012年7月20日、「SATOYAMA movement」の活動が発表された。
- 2013年2月3日、宮崎由加とハロプロ研修生の宮本佳林・高木紗友希・大塚愛菜・植村あかり・金澤朋子の6名による新グループ「Juice=Juice」の結成が発表された[193][194]。
- 2013年2月23日、真野恵里菜がハロー!プロジェクトを卒業した[89]。
- 2013年3月2日・3日、初の「SATOYAMA movement」のイベントおよび『ひな祭りフェスティバル（ひなフェス）』が開催された。
- 2013年12月31日、初のカウントダウンライブ『Hello! Project COUNTDOWN PARTY 2013』が開催された。
- 2014年10月、つんく♂がハロー!プロジェクトの総合プロデューサーから卒業（2015年9月10日発売の本人による手記『だから、生きる。』にて公表）[1]。
- 2014年11月5日、カントリー娘。が「カントリー・ガールズ」に改名し、山木梨沙・稲場愛香・森戸知沙希・島村嬉唄・小関舞とプレイングマネージャーに就任した嗣永桃子が加入した[195]。
- 2014年12月17日、スマイレージが「アンジュルム」に改名した。
- 2015年1月2日、ハロプロ研修生の浜浦彩乃・田口夏実・小川麗奈・野村みな美・和田桜子・藤井梨央・広瀬彩海・井上玲音の8名による新プループ「こぶしファクトリー」の結成が発表された[196][197]。
- 2015年3月3日、Berryz工房が無期限活動停止した。
- 2015年4月29日、ハロプロ研修生の山岸理子・岸本ゆめの・新沼希空・浅倉樹々・小片リサ・谷本安美の6名によるグループ「つばきファクトリー」の結成が発表された[134]。
- 2015年12月30日、こぶしファクトリーが第57回日本レコード大賞最優秀新人賞を受賞した[198]。ハロー!プロジェクトからの同賞受賞は第52回（2010年）のスマイレージ以来5年ぶり、4度目。

### 2016年 - 2020年
- 2016年7月16日、「ハロプロ研修生北海道」の活動開始が発表された[199]。
- 2016年7月26日、同年8月30日より名古屋「ミッドランドスクエアシネマ2」にて定期公演を毎週火曜日に開催することが発表された[200][注 10]
- 2017年5月5日、ハロプロ研修生の一岡伶奈・高瀬くるみ・清野桃々姫による新グループの活動が発表された（後のBEYOOOOONDS）[201]。
- 2017年6月12日、℃-uteが解散した[202]。
- 2017年6月26日、ハロー!プロジェクトの新体制への移行に伴い、カントリー・ガールズの森戸知沙希はモーニング娘。、梁川奈々美はJuice=Juice、船木結はアンジュルムに移籍し、カントリー・ガールズと兼任することが発表された。また、研修生の段原瑠々はJuice=Juice、川村文乃はアンジュルムに加入、一岡伶奈は新グループのリーダーに就任することも発表された[203]。
- 2017年12月30日、つばきファクトリーが第59回日本レコード大賞最優秀新人賞を受賞した[204]。ハロー!プロジェクトからの同賞受賞は第57回（2015年）のこぶしファクトリー以来2年ぶり、5度目。
- 2018年8月5日、ハロー!プロジェクト20周年を記念して全メンバーによるユニット「ハロプロ・オールスターズ」の結成が発表された[205]。
- 2018年10月20日・21日、20周年記念イベントとして『Hello! Project 20th Anniversary!! Hello! Project ハロ!フェス 2018』が開催された[206]。
- 2019年1月2日、ハロー!プロジェクトの各グループのオフィシャルInstagramの開始が発表された[207]。
- 2019年10月24日、ハロー!プロジェクトおよび各グループの全コンサート・イベントにおいて、2020年1月2日以降ジャンプ行為を禁止することが発表された[208]。
- 2019年12月26日、カントリー・ガールズが活動休止した[12]。
- 2019年12月30日、BEYOOOOONDSが第61回日本レコード大賞最優秀新人賞を受賞した[209]。ハロー!プロジェクトからの同賞受賞は第59回（2017年）のつばきファクトリー以来2年ぶり、6度目。
- 2020年3月30日、こぶしファクトリーが解散した[13]。
- 2020年6月15日、新型コロナウイルス感染症の被害が拡大する中でのハロー!プロジェクトおよび各グループの全コンサート・イベントにおいて、「公演中のマスク着用、常時着席の上、ご声援は控えての観覧」という形式となることが発表され、これが2023年春まで続いた[210]。

### 2021年以降
- 2021年3月12日、ハロー!プロジェクト独自の配信チケット販売サイト「HELLO! PROJECT STREAM ONLINE STORE」をオープンすることが発表された[211]。
- 2021年12月12日、ハロプロ研修生の米村姫良々・中山夏月姫・窪田七海・斉藤円香・広本瑠璃・西﨑美空・北原もも、ハロプロ研修生北海道の石栗奏美、オーディション合格者の田代すみれ・筒井澪心の10名による新グループ「OCHA NORMA」の結成が発表された[155]。
- 2023年3月10日、ハロー!プロジェクトおよび各グループの全コンサート・イベントにおいて、新型コロナウイルスの感染予防対策に伴う前述の規制が緩和され、同年5月8日以降の公演[注 11]について「マスクを着用した上での応援・歓声可能」など、ガイドラインを一部変更することが発表された[212]。同年5月3日、同月8日以降の公演[注 12]について、さらにマスク着用についても個人の判断に委ねることとし、また、応援・歓声などの観覧におけるガイドラインを変更することが発表された[213]。
- 2023年9月9日・10日、ハロー!プロジェクト25周年の記念公演『Hello! Project 25th ANNIVERSARY CONCERT』が国立代々木競技場第一体育館にて開催された[214]。
- 2024年6月16日、ハロプロ研修生の橋田歩果・吉田姫杷・小野田華凜・村越彩菜・植村葉純・松原ユリヤ・島川波菜・上村麗菜・相馬優芽の9名による新グループ「ロージークロニクル」の結成が発表された[164]。
- 2024年7月13日、ハロプロメンバー全員参加によるハロー!プロジェクトコンサートツアーが約4年ぶりに開催された[215]。
- 2024年11月6日、「Hello! ProjectオフィシャルファンクラブWebサイト」がリニューアルされた[216]。
- 2025年1月2日、ハロー!プロジェクトのアーティストがリリースした一部楽曲を翌3日より各サブスクリプション型（定額制）音楽ストリーミングサービスで配信開始することを発表[217]。詳細は下記、音楽配信サービスの項目を参照。

## 特徴

### 主な特色
- ハロー!プロジェクトは、グループの枠を超えたシャッフルユニット（2005年まで）と正月および夏に開催される合同コンサートが毎年恒例の取り組みであり、それ以外の時期にも各ユニット・ソロごとのコンサートがほぼ1年中開催されている。なお、コンサートに関しては2006年1月から2009年1月まで後述の「ワンダフルハーツ」と「エルダークラブ」の枠組みで行われた。
- つんく♂がプロデューサーを卒業した2015年以降は外部のミュージシャンによる楽曲提供を多用するようになった。
- 2003年4月に放送されたバラエティ番組『エンタの神様』の初回放送のモーニング娘。と宝塚歌劇団との共演では、振付師の夏まゆみが「モーニング娘。は『テレビ版宝塚』」と述べた。また、2006年8月1日〜27日に新宿コマ劇場で上演された『リボンの騎士 ザ・ミュージカル』でもモーニング娘。は宝塚歌劇団の箙かおると共演した。さらに2008年8月6日〜25日にも同じスタイルで『シンデレラ ザ・ミュージカル』を上演している。
- 音楽関係以外にも水着などのグラビア関係の写真集・DVD・ミュージカル・コンサートでの各種グッズの売り上げや、旅行会社やJALと提携してのファンクラブ主催海外ツアーイベント（ハワイ・韓国・香港）など、様々なビジネスを展開している。特に電通、小学館、講談社、KADOKAWAとのメディアミックス、キャラクターグッズ展開が活発である。
- ハロー!プロジェクト全体で「チーム・マイナス6%」のチーム員に選ばれている。また、ハロー!プロジェクトの2004年〜2005年の一連のコンサート・イベントおよびリリースされたCDなどにはすべて同年3月〜9月に開催された『愛・地球博』の「パートナーシップ事業」（リリースされた商品すべてに「応援します 愛・地球博」のステッカーが貼付されていた）と言う冠が付いたり、2004年から『モーニング娘。“熱っちぃ地球を冷ますんだっ。”文化祭』といった環境問題に関わるイベントを開催するなど、政府関係の公的な仕事も多い。
- ハロー!プロジェクトは、アジアやヨーロッパ各国など諸外国でも活動している。2006年に後藤真希が韓国での興業を成功させるなど、今後もハロー!プロジェクト全体でのアジア戦略を検討している。また、モーニング娘。Happy8期オーディション合格者発表時につんく♂は、2007年は「アジアの中の日本」とし、積極的にアジア展開をする旨を発表し、それに関連してモーニング娘。史上初の外国人メンバーとして中国人メンバー2名が加入した。さらに2008年12月以降は台湾出身の8名でアイスクリー娘。（現在は解散）とフランシス&愛子（後の大小姐。2012年にハロプロを離脱）を結成している。その後、2010年11月にアイスクリー娘。がハロー!プロジェクトを離脱、12月15日にジュンジュンとリンリンがモーニング娘。およびハロー!プロジェクトを卒業した。
- ハロー!プロジェクトではCCCDを採用していない。
- 2013年4月以降に発表されたほぼすべてのシングルが複数曲A面シングルとなり、ミュージック・ビデオには日本語と英語による歌詞テロップが表示されるようになった。2014年頃からは、カップリング曲がほぼ収録されなくなっている。

### エピソード
- 2002年からシングル曲のプロモーションビデオ等を収録したDVD「シングルV」を発売したり（過去には「ザ・ビデオ ○○」などのVHS商品も発売されていた）、コンサートなどのほとんどのイベントがDVD化されるなど、DVD販売にも力を入れている。「シングルV」の中には通常のPVの他にダンスショットバージョンやクローズアップバージョンも収録されているものもある。さらに2001年から毎年12月に『プッチベスト』というオムニバスアルバムも発売されている（第1弾は2000年4月発売）他、2008年12月には『メガベスト』というベストアルバムも8タイトルが発売された。その他に2006年から発売された多くのCDの初回版特典としてDVDが付けられることもあり、ファンクラブ限定で販売されるDVDやコンサート・イベント会場限定で販売されるパンフレットに相当するとされるDVDマガジンも数多くリリースされている。
- プロ野球チームの東北楽天ゴールデンイーグルスを結成時の2005年から2008年までハロー!プロジェクト全体で応援サポートしていた。最初はモーニング娘。、2006年はDEF.DIVA他、2007年はGAM、2008年は℃-uteがそれぞれ公式応援歌に採用された。
- かつてはほぼすべてのユニット・ソロメンバーがCDをリリースしていたが、2004年以降はCDをリリースしないユニットやソロメンバーが増えている。しかし、2006年以降インディーズでのCDのリリースは多く見られる（メロン記念日、℃-ute、DEF.DIVAと楽天イーグルス応援隊、ともいき・木を植えたい、THE ポッシボー、真野恵里菜、スマイレージ）。これらのインディーズ扱いのCDはイベント・ライブ会場やハロー!プロジェクトオフィシャルショップなどで購入できるほか、通信販売も行われている。
- 2005年秋以降の傾向として、エルダークラブのメンバーが舞台などに出演し始めると共に、研修生であるハロプロエッグが他のハロプロメンバーと絡まない場合も含めた舞台、ドラマ、CMなどの仕事に活躍の場を広げている。また、2007年5月13日にはハロプロエッグ等が出演して行われた「新人公演」と称されるハロプロエッグ史上初のライブを渋谷公会堂（当時は渋谷C.C.Lemonホール）で開催し、以後2010年11月まで定期的に開催していた。
- 2010年4月から、年4回程度「ハロー!チャンネル」という公式ムックを刊行していた。
- フジテレビ他主催のシルク・ドゥ・ソレイユのイベントで、選抜メンバーがサルティンバンコ、キダム、ドラリオンに続きコルテオの公式サポーターに任命されている。なお、イメージソングにはモーニング娘。誕生10年記念隊や音楽ガッタスが起用された時期があった。
- ハロー!プロジェクト（Hello! Project）は株式会社アップフロントグループの登録商標（登録4625323）で、登録呼称は「ハロープロジェクト」である。

## ファンクラブ
ハロー!プロジェクトでは、すべてのメンバーに共通のファンクラブがあり、株式会社アップフロントインターナショナルが運営する。入会のお知らせなどによっては「アップフロントFC部」と表記されることもある。2024年8月現在、モーニング娘。、アンジュルム、Juice=Juice、つばきファクトリー、BEYOOOOONDS、OCHA NORMA、ロージークロニクル、ハロプロ研修生、ハロプロ研修生北海道が所属する。
平家みちよとモーニング娘。のファンクラブを1つの組織として発足させる構想は、シャ乱Qらが所属していた「すっぽんファミリー」に倣いつんく♂が発案したものであるとされ、結成当初の名称である「Hello!」は、ファンクラブ会員のアイディアであるとされる。
2009年3月31日までは1つのファンクラブだったが、エルダークラブのハロー!プロジェクト卒業に伴い、翌4月1日より新たに「M-line club」、松浦亜弥 オフィシャルファンクラブ「AYAWAY」、メロン記念日 オフィシャルファンクラブ「メロン記念部」の3つが発足した。「メロン記念部」は2010年6月30日に、「AYAWAY」は2014年3月31日に運営を終了し、現在は「ハロー!プロジェクト オフィシャルファンクラブ」と「M-line club」のみである。

### 種別
2008年2月、これまで1種類の会員資格だったものを3種類となる新制度へと移行した。有効期間は1年間である。
- 一般会員

年齢制限は無い。チケットの先行販売や限定イベントの参加、限定グッズの購入など様々な特典が受けられる。初回入会金と年会費が必要。
- ジュニア会員

小学生以下が対象、入会金は無料で年会費も一般会員より格安。特典は一般会員と同じだが先行チケットはファミリー席限定。
- スペシャル会員

18歳以上（高校生を除く）が対象、クレジットカードの発行やポイント制度および一般会員より多くの特典を受けられるものであり、入会金は一般会員と同額。年会費は一般会員より少し高く、別途にカードの年会費も必要となる。

### 会員特典
入会すると会員証が送付され、また、以下のような特典がある。
- ファンクラブ会報（原則年4回）
- ファンクラブ限定の通信販売の申し込み
- 番組収録の観覧申し込み
- コンサートチケット・イベントチケットの先行販売の申し込み
- ファンクラブツアーやバースデーイベントなどのファンクラブ限定イベント参加の申し込み
- 会員限定WEBサイト（動画、ラジオ、ツアー日記など）
- メール配信サービス

スペシャル会員のみ
- ポイント交換
- 継続特典

会報のバックナンバーは、ファンクラブ会員を対象にした「商品」として販売されることがある。なお、「会報」という名称ではあるが、「ビデオ会報」（VHS）およびその後継商品である「Hello! Days」（DVD）はファンクラブ会員全員に一律に送付される会報ではなく、ファンクラブ会員限定の通信販売商品である。

#### ファンクラブツアー
ファンクラブの会員を対象にした海外ツアーは、2003年8月にモーニング娘。が初めてハワイで実施して以降、他のグループも含め数年の間隔で行っている。行先はハワイの他に香港やソウルなどの場合もある。これらの様子はファンクラブ限定で映像商品化されている。また、ファンクラブの会員を対象とした日帰り又は1泊2日での国内バスツアーも頻繁に行われている。

#### ファンクラブイベント
2005年3月よりファンクラブ限定のイベントやカジュアルディナーショーなどが実施されている。主にメンバーのバースデーイベントが多く、これらもファンクラブ限定で映像商品化されている。

#### 過去の特典
ファンクラブでは会報のほかに毎月「インフォメーション」を郵送していた。これは以下のような書類と共に会員に送付されるが、ファンクラブ会報が発行される月はさらにそれも同封される。
この郵送は2019年11月末をもって終了した。会報は従来通り発送される。
- 宛名ラベルを兼ねたイベント申し込み時に必要となる暗証番号の通知書類
- イベント・コンサートのファンクラブ向けチケット先行販売のお知らせ
- インフォメーションなどに関連した振り込み用紙
- ファンクラブツアーなどの案内チラシ

## ネット通信

### 音楽配信サービス
- ハロー!プロジェクトの楽曲（フル音源）配信は、2005年4月29日（プレオープンでは4月1日）にオープンしたMaxMuseでの取り扱いが最初であった。その後、同年9月22日にmora、12月21日にOnGenで配信を開始し、現在では多くの音楽配信サイトが取り扱っている。当初はMaXMuseでは限定コンテンツや先行販売、OnGenではJハロプロアワーの楽曲が期間限定で購入できるなどの優遇措置を取ることが多かった。
- 当初はMaxMuseが一部を除く所属アーティストの全曲および限定コンテンツを配信しており、ハロー!プロジェクトの楽曲を最も多く配信していたが、2007年1月12日の音楽配信終了に伴い、同サイトのみで配信していたハロー!プロジェクトの楽曲などは後にOnGenやMoraなど他の音楽配信サイトでも配信が開始された。現在はハロー!プロジェクトの楽曲を配信しているほぼすべてのサイトで同量の楽曲が購入可能である。
- なお、ハロー!プロジェクトはiTunes Storeに当初楽曲を提供していなかったが、2006年9月27日から松浦亜弥とGAMの楽曲の配信が開始された。さらに同年11月8日には後藤真希の楽曲、同22日には松浦亜弥のシングル曲を追加配信し、以降他アーティストの配信も行っている。

#### サブスク
- ハロー!プロジェクトのアーティストがリリースした一部楽曲を2025年1月3日より各サブスクリプション型（定額制）音楽ストリーミングサービスで配信開始。第1弾対象アーティストは、メロン記念日、Berryz工房、℃-ute、Buono!、真野恵里菜、ハロプロ・オールスターズ、月島きらり starring 久住小春(モーニング娘。)、MilkyWay、きら☆ぴか、ガーディアンズ4、しゅごキャラエッグ!、リルぷりっ、アテナ&ロビケロッツ等[219]。同年2月24日、第2弾アーティストとして、松浦亜弥、後藤真希、藤本美貴、GAM、ごまっとう の楽曲を配信開始[220]。同年3月29日、第3弾アーティストとして、中澤裕子、飯田圭織、安倍なつみ、前田有紀、タンポポ、プッチモニ、ミニモニ。、W、美勇伝、音楽ガッタス、カントリー娘。、カントリー・ガールズ、シャッフルユニット・スペシャルユニットの楽曲を配信開始[221]。同年7月19日、第4弾アーティストとして、こぶしファクトリーの楽曲を配信開始[222]。

### モバイルサービス
- ハロー!プロジェクトモバイル（2015年7月21日 - ）

公式スマートフォン向けサービス。月額会員（有料）になることで、ハロー!プロジェクトメンバーの画像・動画・ラジオ・日記など様々なコンテンツを利用することが出来る。

#### 過去の携帯サイト
過去にNTT docomo・au・Yahoo! ケータイで以下のコンテンツを提供していた。
- ポケモー。：ハロプロ関連の情報提供
  - ポケモームービー：着ムービー、FLASH待ち受け
- 公認!アップフロント着信。：着うた、着ムービー
- 公認!アップフロント着信。フル：着うたフル
- ハロプロ検定（検定ジャポン@モバイル内）：ハロプロメンバーに関する問題で検定試験を行う。また、ハロー!プロジェクトはすべての問題監修を行っている。
- アップフロントビデオ。：音楽PVを配信など（NTT docomo・auのみ）

### コンテンツサービス
- ハロー!プロジェクト on フレッツ（2004年9月1日 - 2007年3月29日）
NTT東日本とNTT西日本よりWindows Media Playerによるコンテンツサービスが提供されている。無料および月課金による有料の2種類のコンテンツがある。
- フレッツ・スクウェア ハロプロビデオチャット（2004年12月27日 - 2005年8月26日）
- ハロー!プロジェクトデジタルブックス（2004年10月 - 2021年9月）
ワニブックスの写真集未公開カットなどを中心に電子透かし入り画像を提供する月課金サービスである。
- GYAO無料動画サービス
2018年8月28日より「ハロプロのモノホン - ウェイバックマシン（2018年8月22日アーカイブ分）」が配信開始。
ハロー!プロジェクトのビデオクリップ集やコンサートDVDなどのコンテンツが提供されている。その他、次のようなオリジナルコンテンツも配信されている。
  - 安倍なつみ主演ドラマ『たからもの』：2005年11月に配信し、翌2006年3月1日にDVD化された。
  - ハロプロアワー：2006年3月 - 11月の隔週、全20回を配信した。
  - 新感覚ドラマ『道徳女子短大 エコ研』：2006年7月 - 9月に月1話ずつ、全3話を配信した。
  - 生放送アイドルバラエティ『○○あい☆コラ!生やぐち』：2007年7月 - 2008年6月の毎週木曜日に配信した。
- Dohhh UP!
2006年11月にサービスを開始。Flash Video形式による動画配信サイト。プロモーションビデオやライブ映像、『おじぎ30度』などのオリジナルコンテンツを公開している。2010年6月30日をもって休止したが、7月から公式YouTubeチャンネルを開設した。
- e-LineUP!Mall
アップフロントグループが管理するウェブ通信販売サイトである。通常の店舗では入手困難な商品も含まれている。期間限定販売の商品もある。
- UP-FRONT Channel（YouTube）
2010年2月、YouTubeにて「アップフロントグループ公式チャンネル」を開設した。
- ハロ!ステ（Hello! Project Station）
2013年2月5日に配信が開始されたYouTubeオリジナル番組[224]。
- GREEN ROOM
2015年4月30日に配信が開始されたYouTubeオリジナル番組[225]。ハロー!プロジェクト・チーム・負けん気・Bitter & Sweetなどのリハーサル映像等が配信されていた[225]。最終回の2016年1月21日まで計38回配信された[226]。
- Girls Night Out（GNO）
2016年1月28日に配信が開始されたYouTubeオリジナル番組[226]。最終回の2017年3月30日まで計61回配信された。

### ゲーム
- ハロプロタップライブ
2014年11月6日にAndroidで、同月12日にiOSで配信されたリズムゲームアプリ[227][228]。配信元はASKISS。2021年6月30日にサービスを終了した[229]。

## 通信販売
ハロー!プロジェクト関係の通信販売としては、以下のようなものがある。
- CDなどに案内が封入されている通信販売
2002年頃までは、CDなどにそれぞれのアーティスト関連グッズ類の通信販売の案内が封入されていた。
- ファンクラブ対象の会報に案内が添付されている通信販売
ファンクラブの会報には毎号通信販売の案内と振り込み用紙が同封されており、会報使用写真やファンクラブイベントのDVDなどファンクラブ限定の各種グッズ類などが購入できる。
- コンサートなどの会場で販売されているグッズの通信販売
一部の会場限定販売品を除くコンサートグッズなどを販売しており、パンフレットは会場で配布している他、郵送で申し込むこともできる。
- オフィシャルショップモール店
- e-lineup

かつては「えがお通販」として、ファンクラブ会員にパンフレットを送付すると共に、オフィシャルショップでも商品を受け取ることができたが、2012年1月をもってサービスを終了した。

## スポーツ活動
ハロー!プロジェクトでは、フットサルとキックベースボールのチームを持っている。なお、2006年までは『ハロー!プロジェクトスポーツフェスティバル』（旧『大運動会』）を開催していた。
フットサル
フットサルチームとして「Gatas Brilhantes H.P.」（ガッタス ブリリャンチス H.P.）がある。2015年3月に活動を休止した。
キックベースボール
キックベースボールチームとして「メトロラビッツH.P.」がある。ただし、2006年7月以降事実上活動を停止している。

## 飲食店
ベールヴティユ（Vert Bouteile）
2000年頃から2001年頃まで営業していた喫茶店である。本店は東京都世田谷区三宿（上記花畑牧場と同所）にあり、テレビ東京系列のバラエティ番組『モーニング娘。のへそ』で放送されたドラマ「モーニング娘。の愛物語」の舞台となった。また、系列店が原宿と上野にもあった。
グッディークラブ（Good Dies Club）
ベールヴティユと同所で2001年頃から2002年頃まで営業していた。三宿本店と原宿店の2店があった。飲食店の営業のほか、ハロー!プロジェクト関係のグッズ類の販売やオフィシャルショップとの共同スタンプラリーなどを行っていた。
ガッタスカフェ
2005年から2008年までの夏にフジテレビのイベント『お台場冒険王』の一環としての冒険ランド内ですかいらーくグループ・フットサルスタジアムに併設されていた。飲食店としての営業の他、ガッタス関係の生写真の販売、ユニフォームなどのグッズの展示を行っていた。
パシフィックヘブン
東京都港区東麻布のアップフロントグループが入居していたビルの1階にあるハワイアンレストラン兼ハワイアングッズショップだった。店舗としての営業は2005年3月で終了し、以降ファンクラブイベントなどアップフロントグループ各社が主催するイベントの会場や番組収録スタジオなどに使われる多目的スペースとなっていた。2020年、入居するビルの移転と共に完全に閉鎖。
ラ・クロシェット
東京都渋谷区広尾にあったレストラン。2007年末に閉店。ハロー!プロジェクトのメンバーのカジュアルディナーショーが開催されていた。
ボウルズボールBB
東京都千代田区外神田の秋葉原駅前・石丸電気DUTY FREE館1階に2006年1月17日に開店したたこ焼き屋である。キャンペーンとしてハロプロメンバーをデザインに採り入れた限定グッズなどが当たる抽選会を行っていた。しかし、テナントとして入居しているビルの改装のため、翌2007年9月23日に閉店した。